# DIGIC

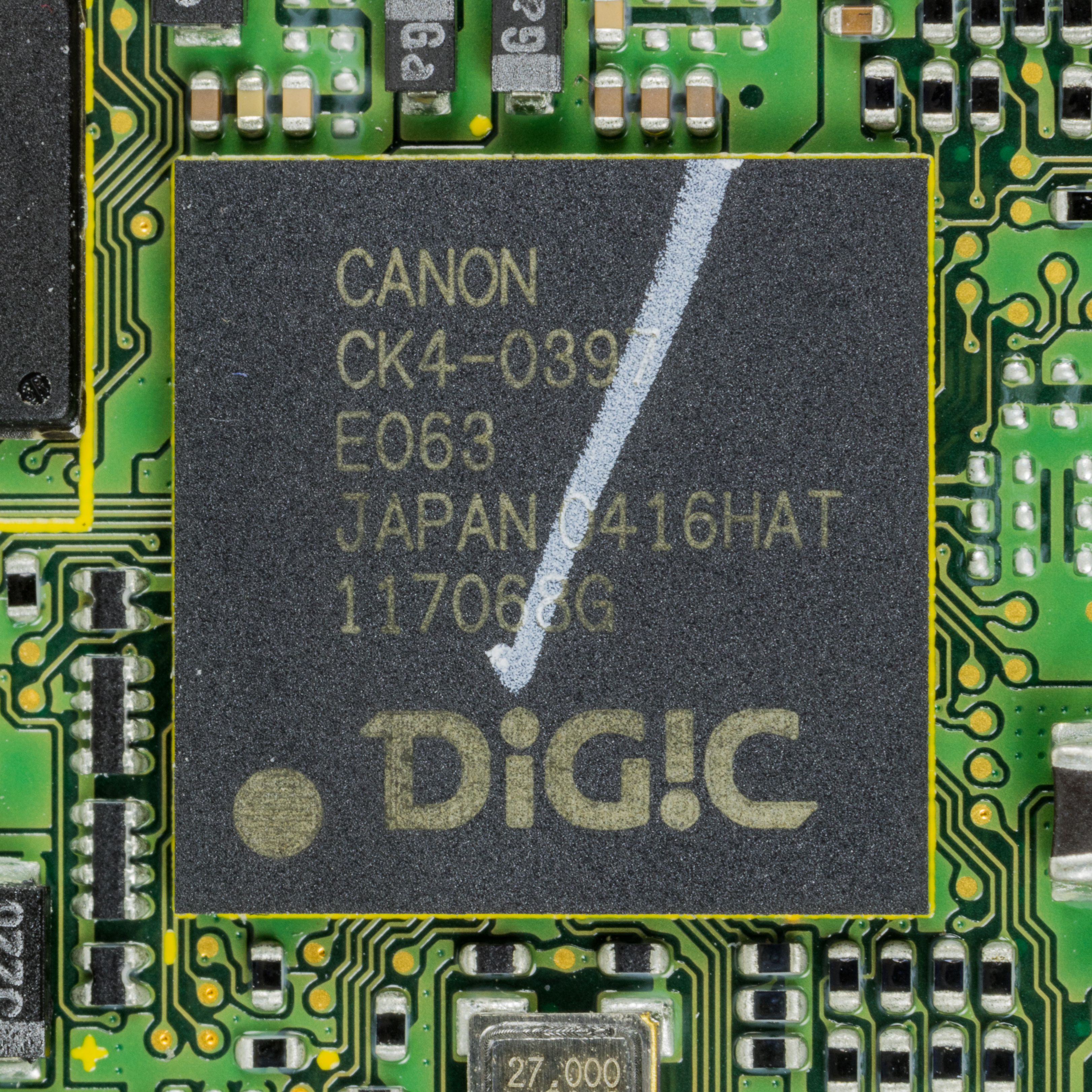
Canon Digic CK4-0397

Логотип DIGIC

DIGIC, иногда DiG!C (англ. Digital Imaging Integrated Circuit — интегральная микросхема для цифровой съёмки, либо англ. Digital Imaging Core — ядро цифровой съёмки) — специализированная интегральная схема (процессор), разработанная компанией Canon и используемая ею в цифровой фототехнике и цифровой видеотехнике.

## Описание
Процессоры выполняют широкий ряд функций, среди которых обработка данных с массива цветных фильтров, подавление цифрового шума, создание темнового кадра, усиление резкости изображения, масштабирование изображения, гамма-коррекция, цветовая субдискретизация, конвертация цветового пространства, подавление дисторсии и хроматических аберраций объектива, автофокус, автоэкспозиция, автоматический баланс белого. Обработка и сжатие аудиосигнала, сжатие изображения/JPEG, сжатие видеопотока, редактирование изображений. Управление экраном и вывод видеосигнала на внешние источники (HDMI). Запись и хранение данных во внутренней памяти, а также передача данных.
Большинство поколений процессора имеют архитектуру набора команд ARM. Особенностью первого поколения является то, что процессор выполнен из трёх отдельных микросхем, тогда как следующие поколения процессора имеют однокристальную архитектуру. Особенностью архитектуры является то, что в профессиональных моделях камер часто используются сразу два или даже три процессора DIGIC, применяющихся в любительских или полупрофессиональных камерах. В отличие от процессоров Expeed фирмы Nikon, которые разделены по уровням для любительских и профессиональных зеркальных и беззеркальных камер.
Так как размеры процессора ограничены, то при его разработке очень важна корректность прогнозирования функциональности и возможностей других узлов камеры, чтобы производительности микросхемы хватило для всех выполняемых работ. По причине того, что процессор является одним из главных узких мест производительности камер, то на разработку новых моделей микросхем тратятся существенные средства Canon. Благодаря более мощным процессорам повышается скорость серийной съёмки и разрешение снимков, что является основным маркетинговым стимулом для потребителей.

## Семейство интегральных схем DIGIC

### Image Engine
Первая интегральная микросхема для цифровых фотоаппаратов Canon носила название Image Engine. Этот процессор появился в 2000 году.

### New Image Engine
New Image Engine анонсирован в 2001 году. По сравнению с первым поколением значительно улучшилось качество получаемых снимков за счёт использования первичного датчика цвета.

### DIGIC

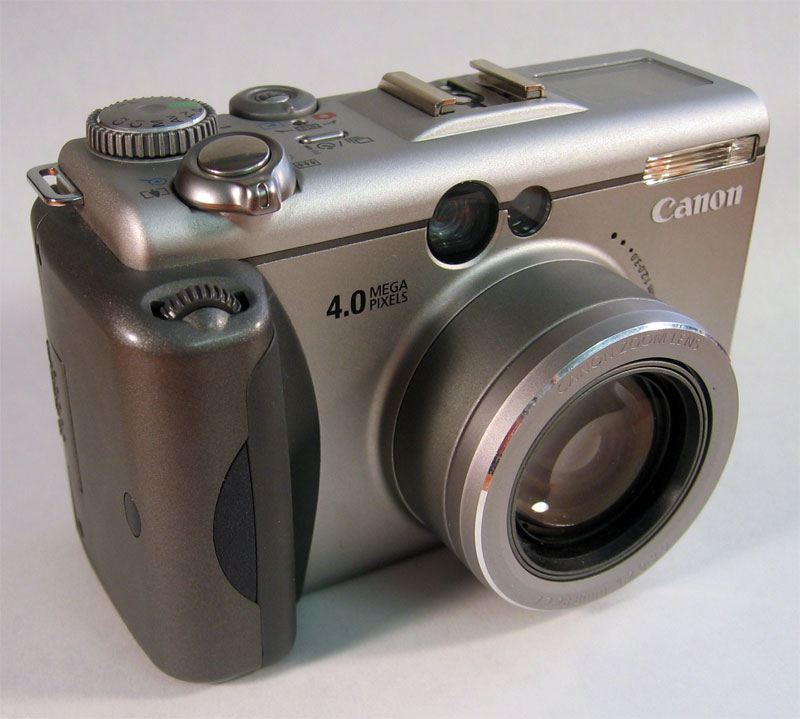
Камера Canon PowerShot G3 с процессором DIGIC

Первая версия интегральной микросхемы DIGIC анонсирована 16 сентября 2002 года вместе с камерой Canon PowerShot G3. Особенностью процессора является то, что он состоит из трёх отдельных микросхем. Первые две отвечают за обработку фото и видео, а третья — за управление камерой.
DIGIC используется в моделях:
- Canon PowerShot A520
- Canon PowerShot S1 IS (анонс 2004, март)
- Canon EOS 300D (анонс 2003, 20 августа)
- Canon EOS 10D (анонс 2003, 27 февраля)

### DIGIC II

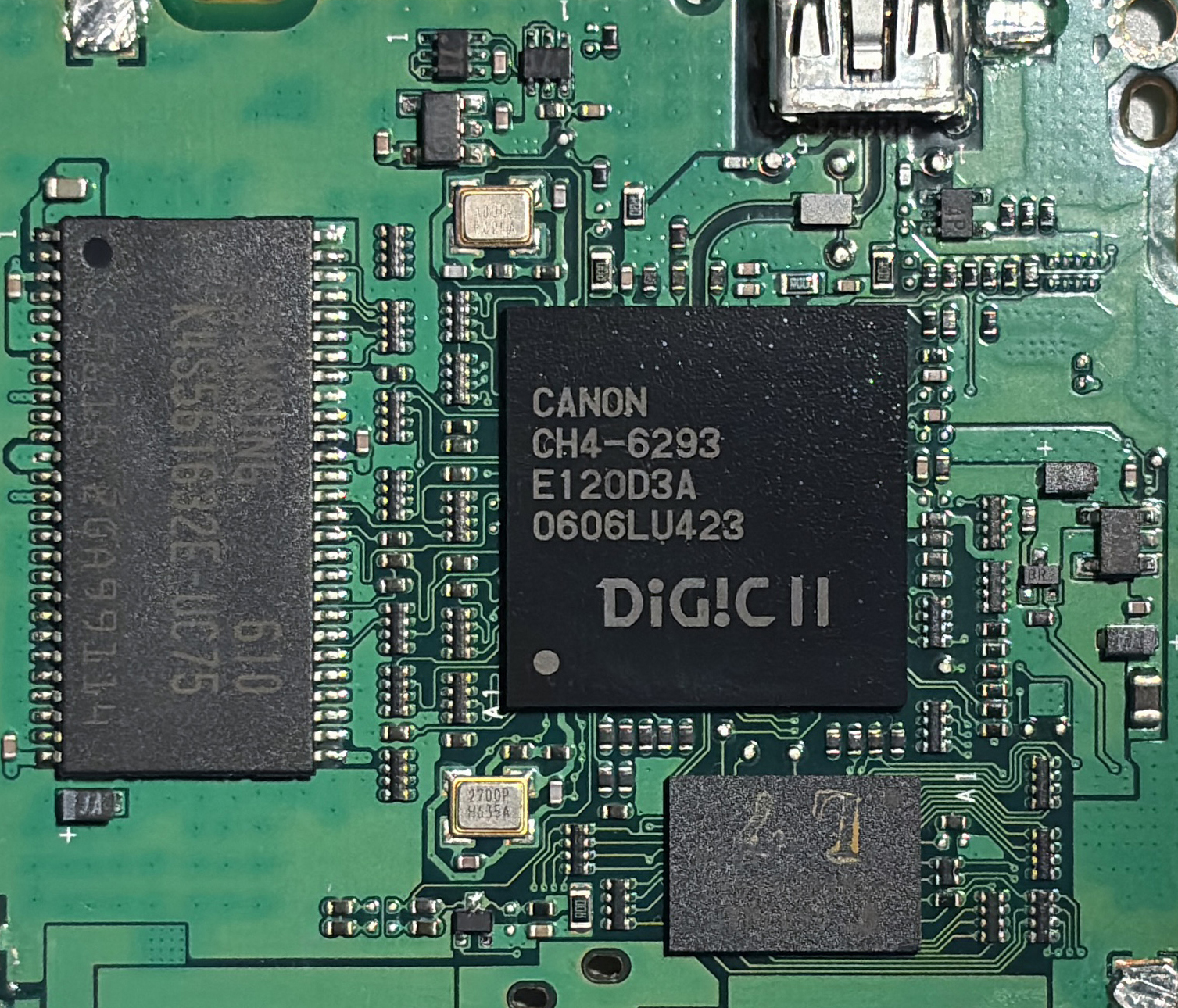
Процессор DIGIC II на плате камеры Canon EOS 350D

DIGIC II анонсирован 29 января 2004 года вместе с камерой Canon EOS-1D Mark II. Новая версия имеет увеличенный буфер и более высокую скорость работы. Кроме того, DIGIC II использует память DDR SDRAM. Таким образом, производителю удалось добиться более быстрого включения цифровой камеры, составляющего 0,5 секунды, ускорения работы автофокуса, более точного определения баланса белого. Производительность процессора составляет 69 Мп данных в секунду.
Для Canon EOS-1D Mark II имеется выбор из четырёх предустановок размера кадра и десяти степеней сжатия для JPEG. Возможна корректировка баланса белого в ±9 ступеней с шагом в полную ступень в сторону голубого/янтарного или пурпурного/зелёного. Появилась вилка баланса белого в ±3 ступени с шагом в полную ступень.
Процессор производился на фабриках фирмы NEC.
DIGIC II используется в моделях:
- Canon EOS 400D (анонс 2006, 24 августа)
- Canon EOS 30D (анонс 2006, 21 февраля)
- Canon EOS 5D (анонс 2005, 22 августа)
- Canon EOS-1D Mark II (анонс 2004, февраль)

### DIGIC III

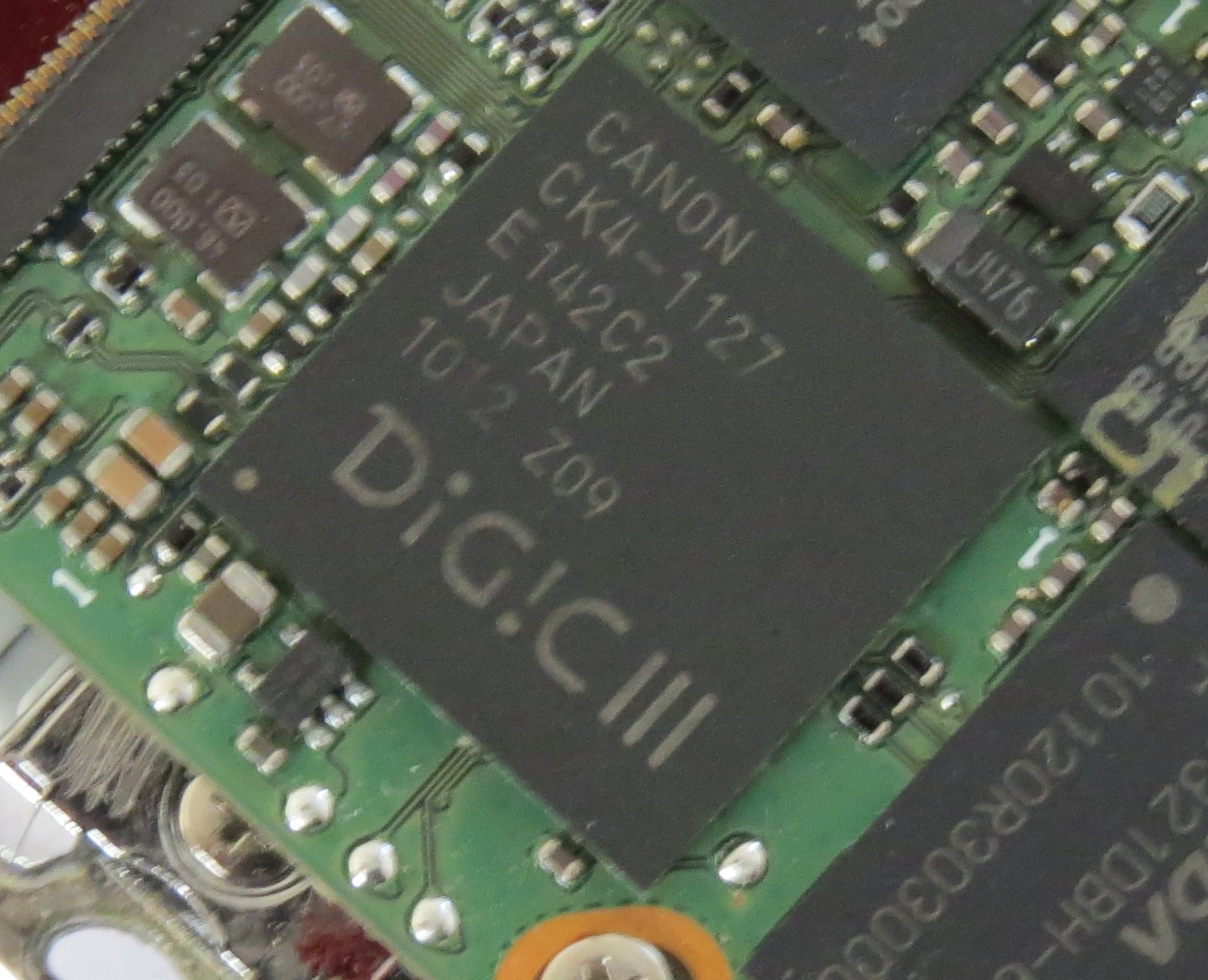
Процессор DIGIC III в камере Canon PowerShot A3100

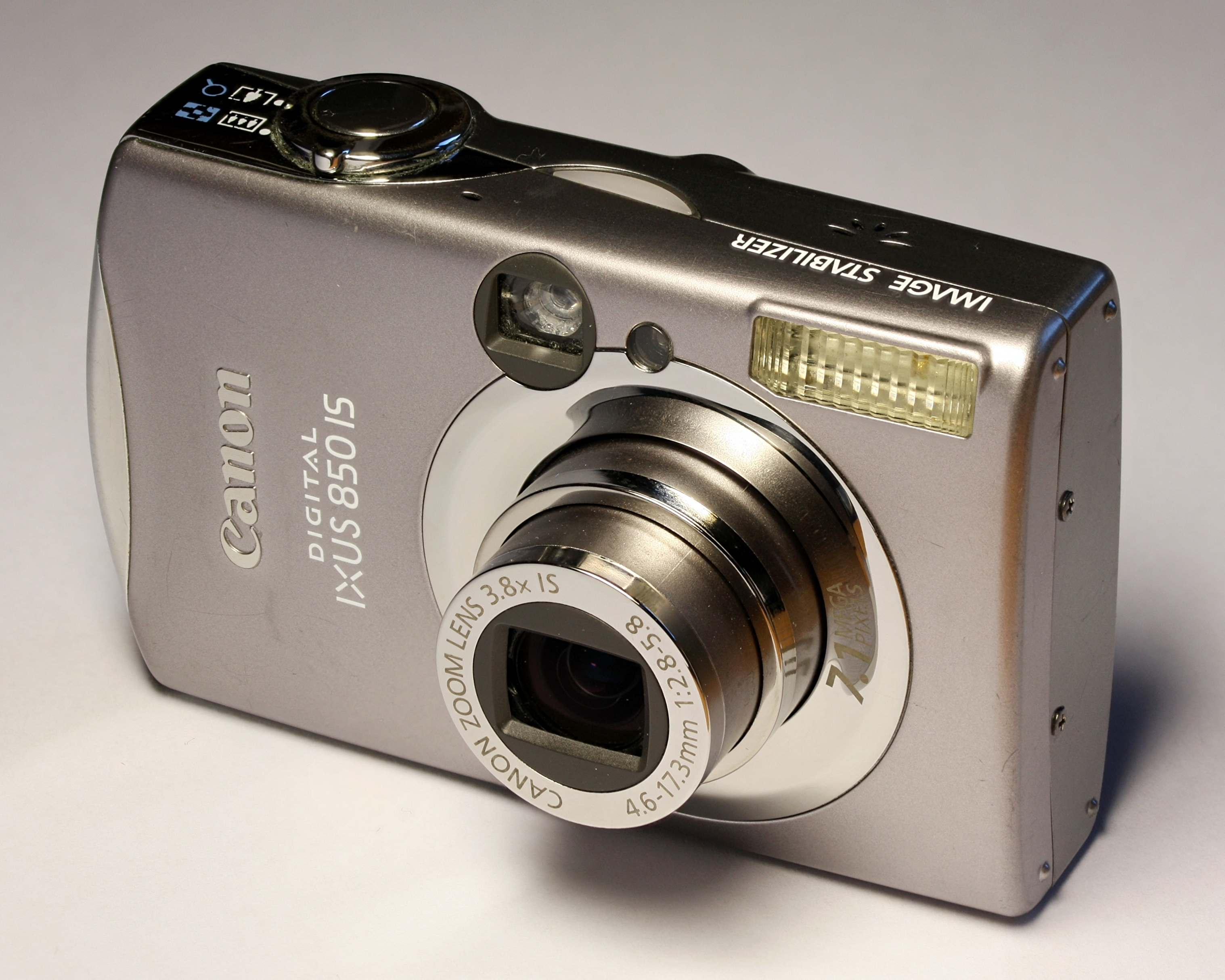
Камера Canon PowerShot SD800 IS с процессором DIGIC III

DIGIC III анонсирован 14 сентября 2006 года вместе с камерой Canon PowerShot SD800 IS. Новая версия позволяет получать снимки с низким уровнем шума при съёмке с эквивалентной светочувствительностью ISO 1600 и представляет новую функцию распознавания лиц для автоматической оптимизации настроек автофокусировки и автоэкспозиции (англ. Canon Face Detection AF/AE), которая определяет до девяти лиц людей в кадре при групповых портретах.
Новый процессор по сравнению с предшественниками стал более производительным и энергоэффективным, что позволило продлить время работы аккумулятора, увеличить разрешение ЖК-дисплея и расширить поддержку обработки изображения аналого-цифровым преобразователем с глубины 12 бит на канал до 14 бит на канал, увеличив таким образом количество градаций каждого канала с 4096 единиц до 16384.
iSAPS — технология интеллектуального анализа сцены на основе данных фотографического пространства (англ. intelligent Scene Analysis based on Photographic Space), впервые появившаяся в DIGIC III. Позволяет в автоматическом режиме перед съёмкой кадра проанализировать снимаемую сцену. Используя статистический анализ, сопоставить полученную информацию с данными из базы данных, располагающейся во внутренней памяти устройства, хранящей сведения о нескольких тысячах тестовых кадров и называемой фотографическим пространством. И установить оптимальные автопараметры экспозиции, фокусировки и баланса белого.
DIGIC III используется в моделях:
- Canon PowerShot G7 (анонс 2006, сентябрь)
- Canon PowerShot G9 (анонс 2007, август)
- Canon PowerShot SD750
- Canon PowerShot SD800 IS (анонс 2006, 14 сентября)
- Canon PowerShot SD850
- Canon PowerShot SD900
- Canon PowerShot SD1000
- Canon PowerShot A495
- Canon PowerShot A560
- Canon PowerShot A570 IS
- Canon PowerShot A590 IS
- Canon PowerShot A650 IS
- Canon PowerShot A720 IS
- Canon PowerShot A1000 IS
- Canon PowerShot S5 IS
- Canon EOS 1000D (анонс 2008, 10 июня)
- Canon EOS 450D (анонс 2008, 23 января)
- Canon EOS 40D (анонс 2007, 20 августа)
- Canon EOS-1Ds Mark III (анонс 2007, 20 августа) использует два процессора DIGIC III
- Canon EOS-1D Mark III (анонс 2007, 21 февраля) использует два процессора DIGIC III

### DIGIC 4

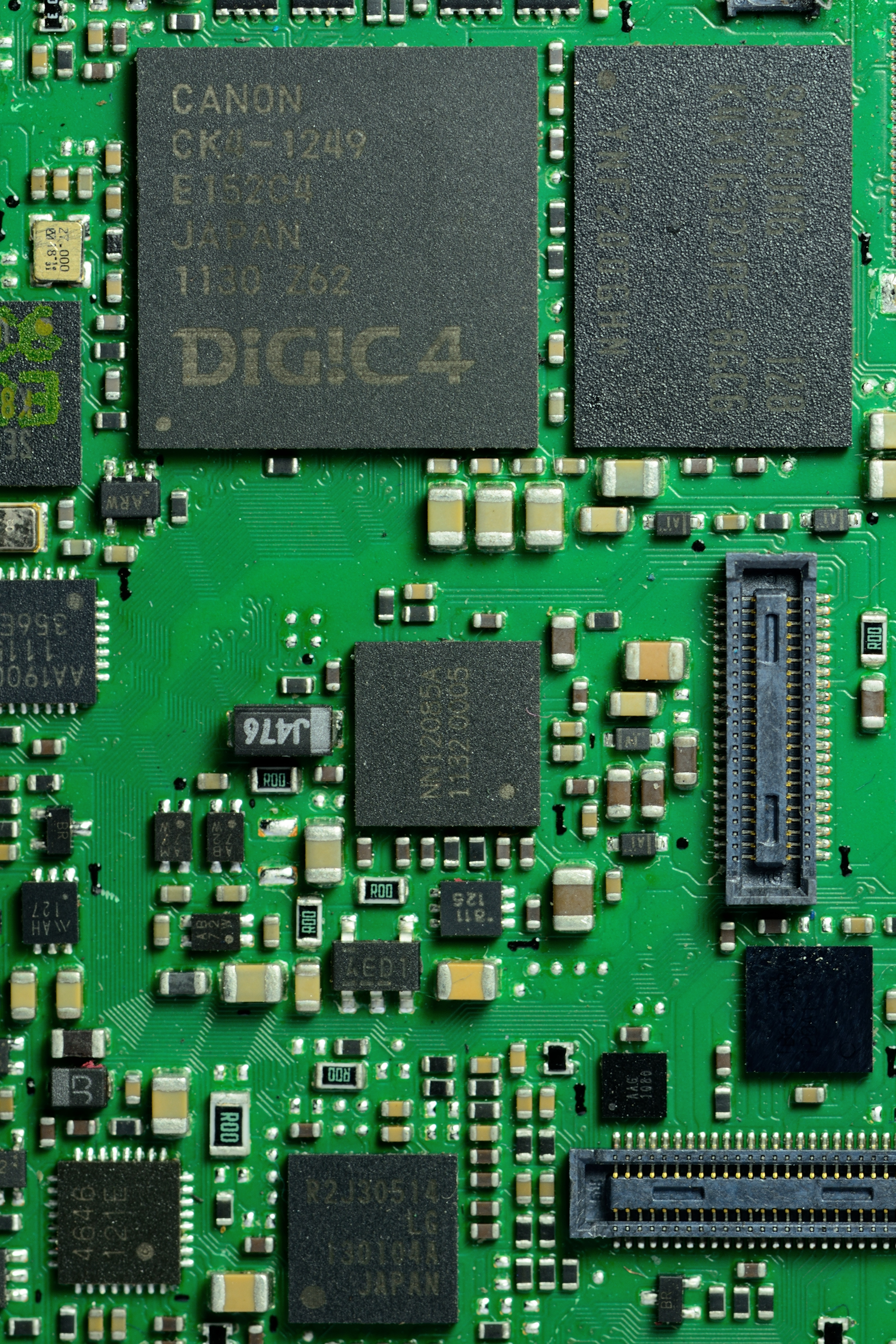
Процессор DIGIC 4 в камере Canon

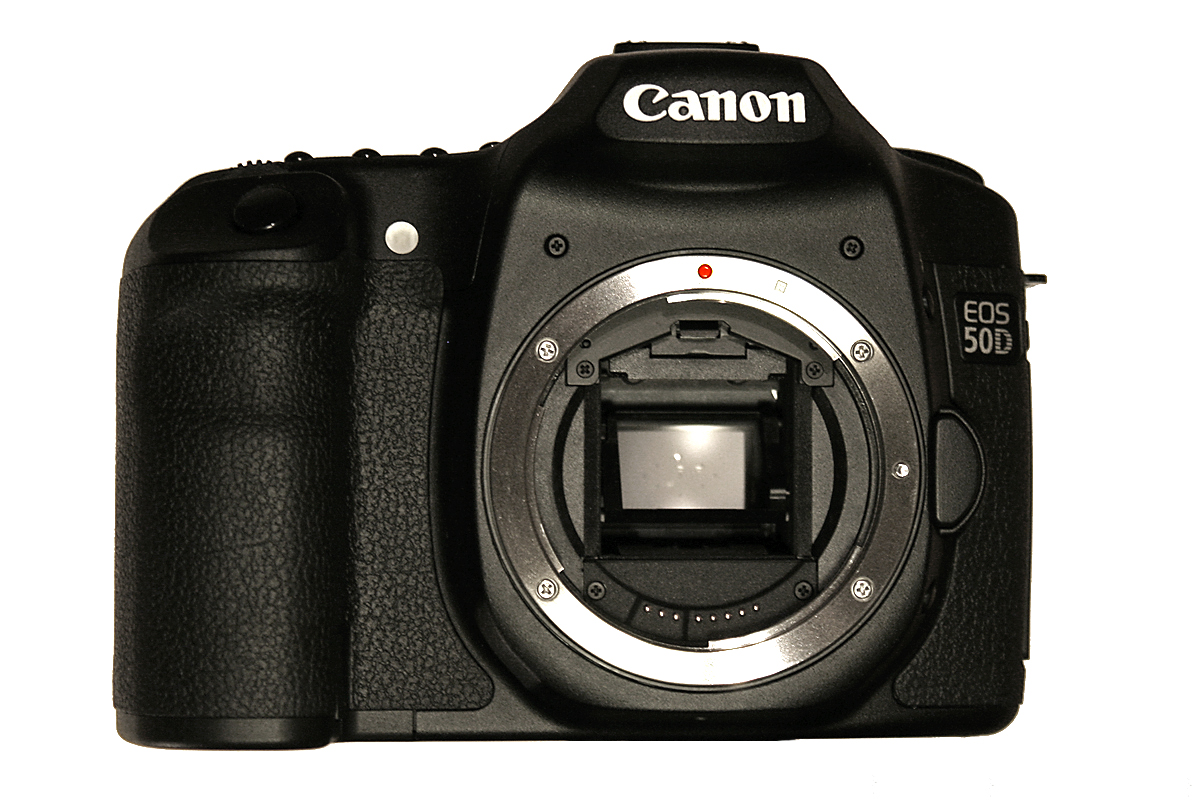
Камера Canon EOS 50D с процессором DIGIC 4

DIGIC 4 анонсирован 26 августа 2008 года вместе с камерой Canon EOS 50D. По сравнению с процессором DIGIC III обладает в 1,3 раза большей производительностью при обработке сигнала с матрицы; в 3 раза большей производительностью при работе функции распознавания лиц и при обработке изображений, сделанных в условиях низкой освещённости; в 10 раз большей производительностью при распознавании движения; а также улучшены функции распознавания лиц и коррекции изображения в тенях, используемые при портретной съёмке с контровым освещением. DIGIC 4 в 50 раз более производительный, чем процессор первого поколения Image Engine.

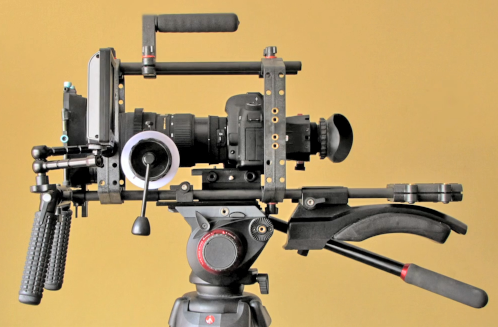
Камера Canon EOS 5D Mark II с процессором DIGIC 4, способная вести запись Full HD-видео

DIGIC 4 стал первым процессором Canon, способным вести видеозапись в разрешении FullHD. Эта функция была впервые анонсирована в 2008 году в камере Canon EOS 5D Mark II, являющейся первой цифровой зеркальной камерой, способной снимать видео. После положительных отзывов пользователей в Canon создали линейку Canon Cinema EOS, в которой используются процессоры DIGIC и DIGIC DV.
DIGIC 4 используется в моделях:
- Canon Digital IXUS 95 IS
- Canon Digital IXUS 100 IS
- Canon Digital IXUS 105 IS
- Canon Digital IXUS 110 IS
- Canon Digital IXUS 130 IS
- Canon Digital IXUS 870 IS
- Canon Digital IXUS 980 IS
- Canon Digital IXUS 990 IS
- Canon PowerShot A1100 IS
- Canon PowerShot A1400
- Canon PowerShot A2100 IS
- Canon PowerShot A2200 HD
- Canon PowerShot A2300
- Canon PowerShot A2500[14]
- Canon PowerShot A2600
- Canon PowerShot D10
- Canon PowerShot G10
- Canon PowerShot G11
- Canon PowerShot G12
- Canon PowerShot SX1 IS
- Canon PowerShot SX10 IS
- Canon PowerShot SX20 IS
- Canon PowerShot SX30 IS
- Canon PowerShot SX120 IS (анонс 2009, 19 августа)
- Canon PowerShot SX130 IS
- Canon PowerShot SX150 IS
- Canon PowerShot SX160 IS
- Canon PowerShot SX200 IS
- Canon PowerShot SX210 IS
- Canon PowerShot SX220 HS
- Canon PowerShot SX230 HS
- Canon PowerShot SX500 IS
- Canon PowerShot SX510 HS
- Canon EOS 1100D (анонс 2011, 7 февраля)
- Canon EOS 1200D (анонс 2014, 11 февраля)
- Canon EOS 500D (анонс 2009, 25 марта)
- Canon EOS 550D (анонс 2010, 8 февраля)
- Canon EOS 600D (анонс 2011, 7 февраля)
- Canon EOS 50D (анонс 2008, 26 августа)
- Canon EOS 60D (анонс 2010, 26 августа)
- Canon EOS 7D (анонс 2009, 1 сентября)
- Canon EOS 5D Mark II (анонс 2008, 17 сентября)
- Canon EOS-1D Mark IV (анонс 2009, 20 октября) оснащён двумя процессорами DIGIC 4

В фотоаппарате Canon EOS-1D X (анонс 2011, 18 октября) два процессора DIGIC 5+ и один выделенный процессор DIGIC 4, используемый для обслуживания датчика замера экспозиции и распознавания объектов.

#### DIGIC 4+

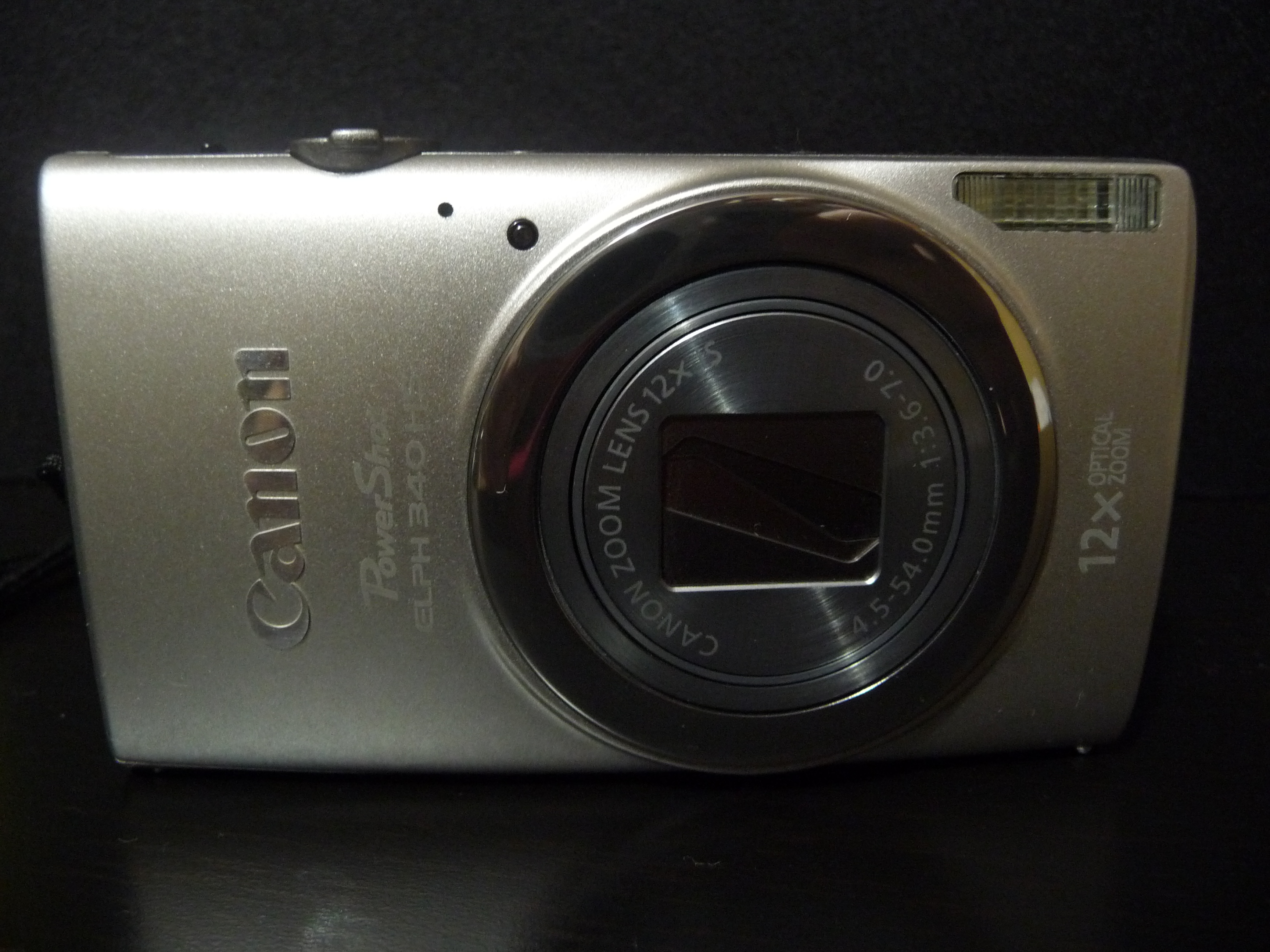
Камера Canon PowerShot 340 HS с процессором DIGIC 4+

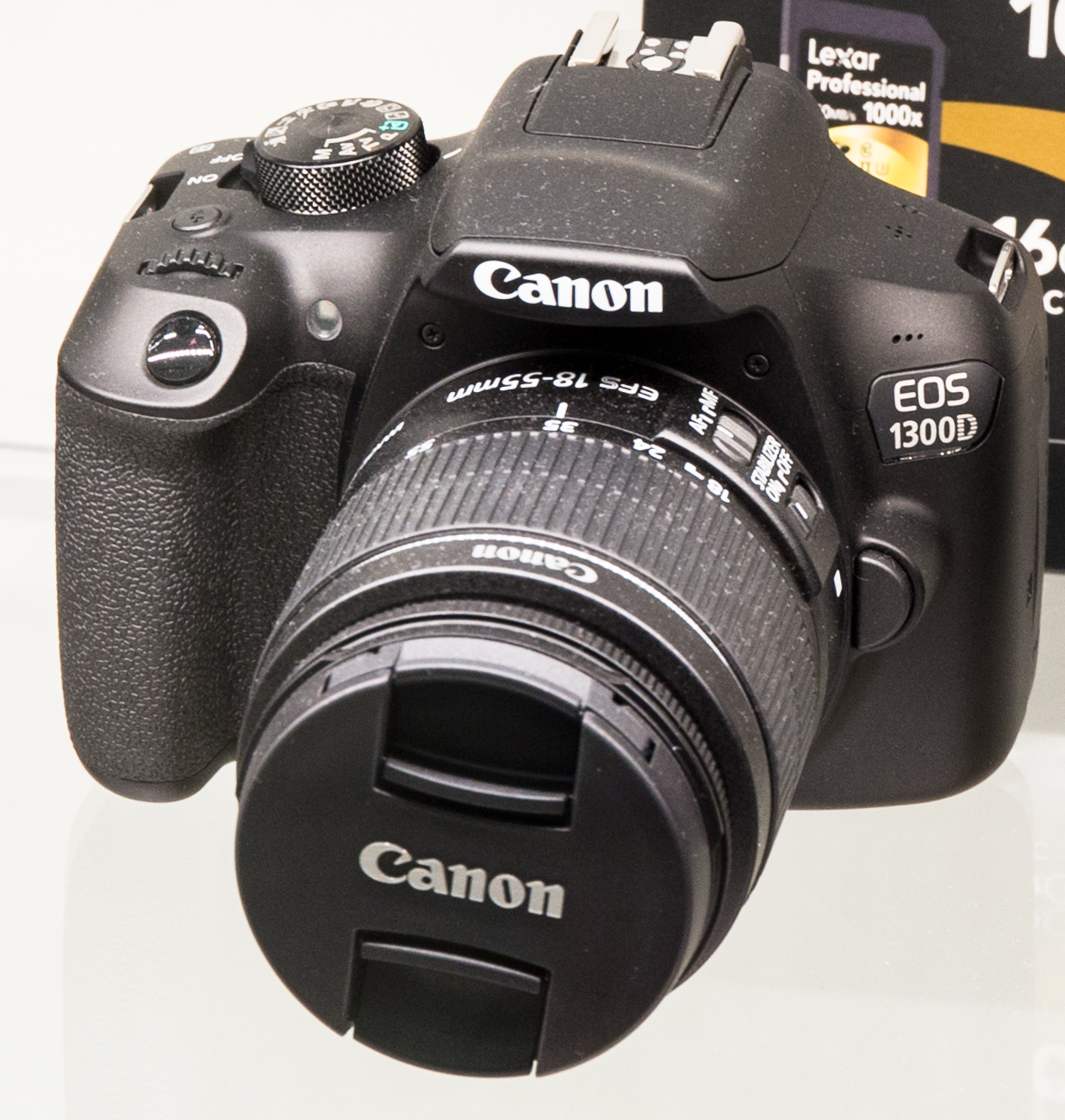
Камера Canon EOS 1300D с процессором DIGIC 4+

DIGIC 4+ анонсирован в 2014 году, став заменой DIGIC 5 в новых моделях компактных камер средней ценовой категории серий Canon PowerShot/IXUS и SX. Выполняет на 60 % более быструю обработку снимков, сделанных на высоких значениях ISO, чем процессор DIGIC 4, что позволяет использовать цифровую стабилизацию изображения и продлить время работы аккумулятора. В марте 2016 года анонсирована первая зеркальная камера с процессором DIGIC 4+, ей стала Canon EOS 1300D. В фотоаппарате имеется встроенная поддержка Wi-Fi и NFC. Возможна серийная съёмка со скоростью 3 кадра в секунду с разрешением 18 Мп.
DIGIC 4+ используется в моделях:
- Canon PowerShot 340 HS
- Canon PowerShot 135
- Canon PowerShot 140 IS
- Canon PowerShot 150 IS
- Canon PowerShot 160
- Canon IXUS 165
- Canon IXUS 190
- Canon PowerShot 170 IS
- Canon PowerShot 360 HS (анонс 2016, 5 января)
- Canon PowerShot SX600 HS
- Canon EOS 1300D (анонс 2016, 10 марта)
- Canon EOS 2000D (анонс 2018, 25 февраля)
- Canon EOS 4000D (анонс 2018, 25 февраля)

### DIGIC 5

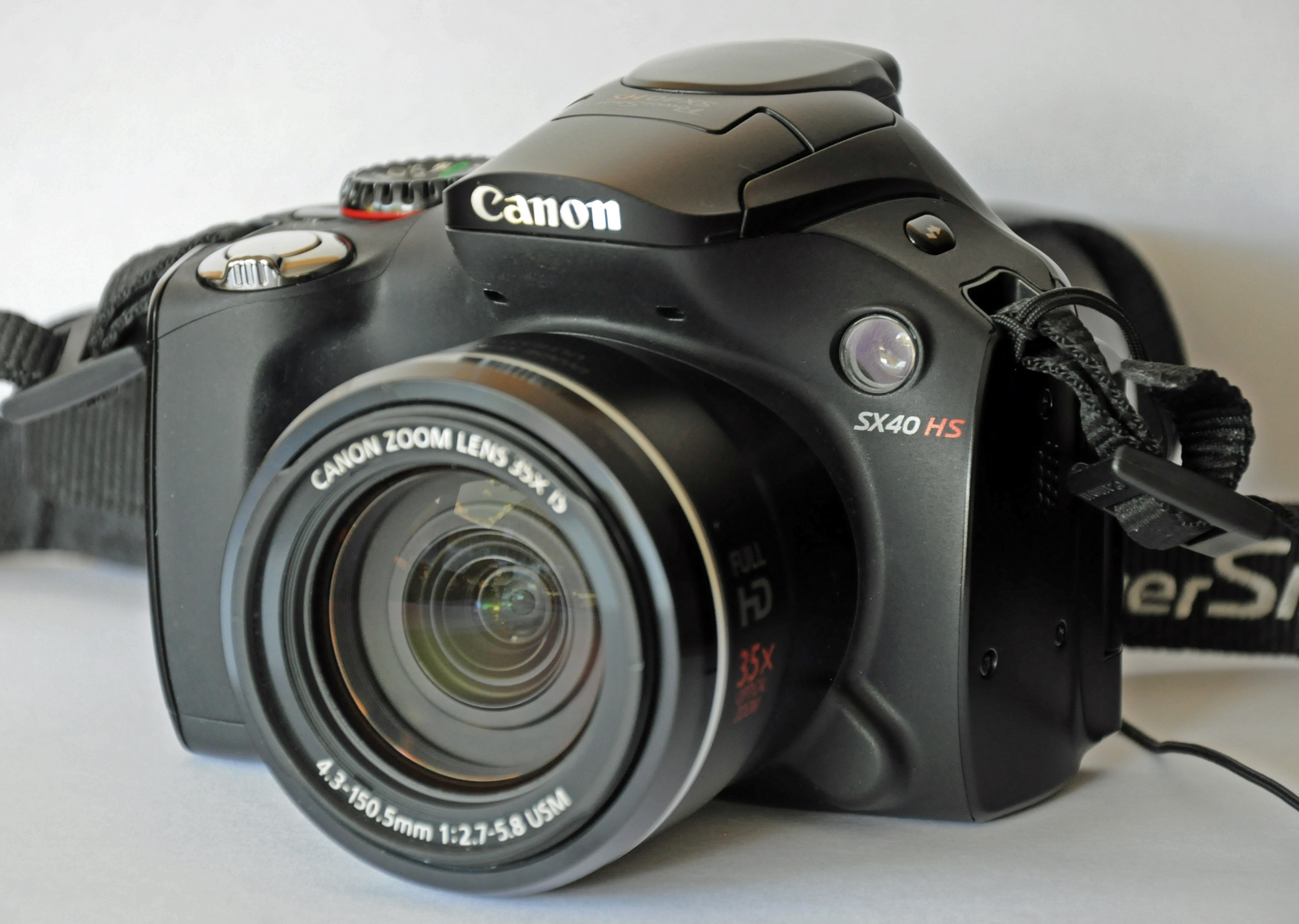
Камера Canon PowerShot SX40 HS с процессором DIGIC 5

DIGIC 5 анонсирован в сентябре 2011 года вместе с камерой Canon PowerShot SX40 HS. Обладает примерно в 1,3 раза большей производительностью при обработке сигнала с матрицы, чем DIGIC III. И в целом в 6 раз большей производительностью, чем DIGIC 4. Имеет улучшенную технологию шумоподавления, благодаря которой шума на 75 % меньше по сравнению с процессором DIGIC 4.
DIGIC 5 используется в моделях:
- Canon PowerShot SX40 HS
- Canon PowerShot SX50 HS
- Canon PowerShot G1 X (анонс 2012, январь)
- Canon PowerShot G15 (анонс 2012, сентябрь)
- Canon PowerShot S100
- Canon PowerShot SX240 HS
- Canon PowerShot SX260 HS
- Canon EOS M (анонс 2012, 3 декабря)
- Canon EOS M2 (анонс 2013, 3 декабря)[21][22]
- Canon EOS 100D (анонс 2013, 21 марта)
- Canon EOS 650D (анонс 2012, 8 июня)
- Canon EOS 700D (анонс 2013, 21 марта)

#### DIGIC 5+

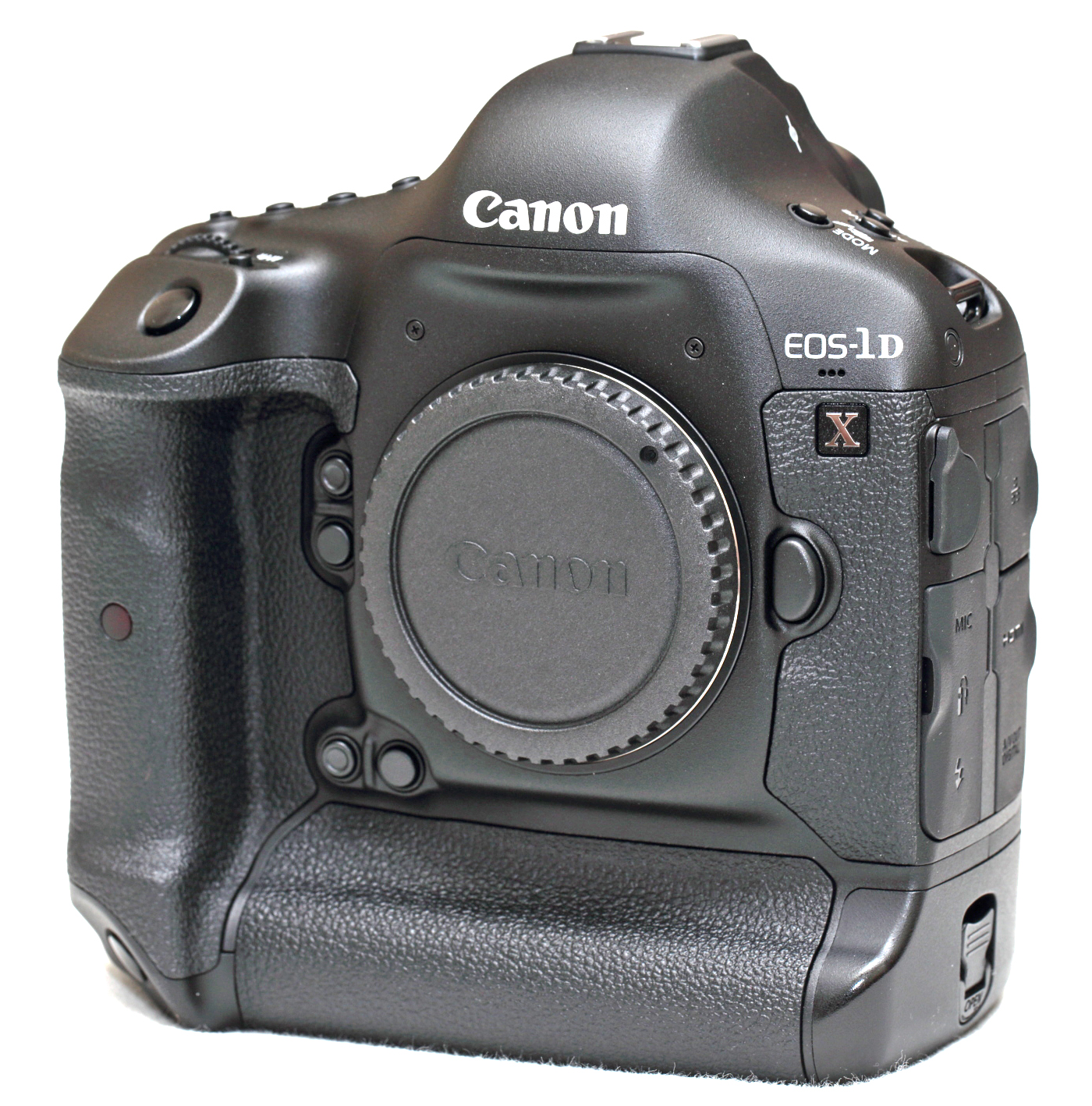
Камера Canon EOS-1D X с процессором DIGIC 5+

Процессор DIGIC 5+ анонсирован 18 октября 2011 года вместе с камерой Canon EOS-1D X. Выполняет коррекцию виньетирования, хроматических аберраций и подавление шумов при высокой чувствительности ISO, основываясь на характеристиках объективов, информация о которых хранится в базе данных, располагающейся во внутренней памяти фотоаппаратов. В режиме просмотра отснятых изображений добавлена функция сравнения двух кадров. Добавлена функция HDR-фотосъёмки и поддержка CompactFlash-карт стандарта UDMA 7. DIGIC 5+ в 17 раз более производительный, чем DIGIC 4.
DIGIC 5+ используется в моделях:
- Canon EOS 70D (анонс 2013, 2 июля)
- Canon EOS 6D (анонс 2012, 17 сентября)
- Canon EOS 5D Mark III (анонс 2012, 2 марта)
- Canon EOS-1D X (анонс 2011, 18 октября) оснащён двумя процессорами DIGIC 5+ и одним выделенным процессором DIGIC 4, используемым для обслуживания датчика замера экспозиции и распознавания объектов

### DIGIC 6

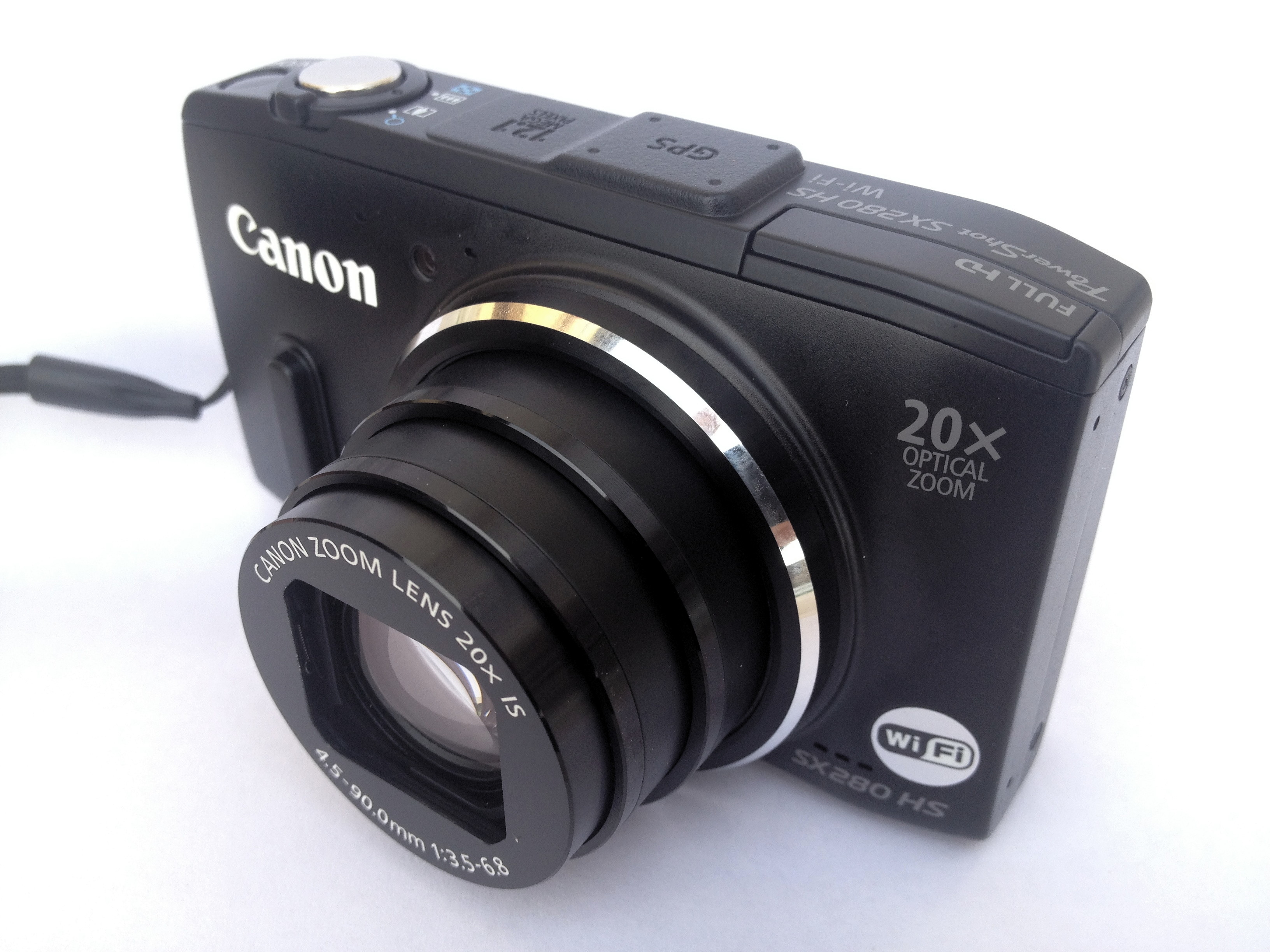
Камера Canon PowerShot SX280 HS с процессором DIGIC 6

DIGIC 6 анонсирован в марте 2013 года вместе с камерами Canon PowerShot SX270 HS и Canon PowerShot SX280 HS. Новый процессор примерно в 2,4 раза быстрее своего предшественника DIGIC 5+, что позволяет вести съёмку со скоростью до 14 кадров в секунду. Имеет встроенные WiFi и GPS модули. Сокращено требуемое время автофокусировки и уменьшен лаг срабатывания затвора. Позволяет вести видеозапись в разрешении FullHD 60p. А во время записи FullHD 30p доступна улучшенная функция шумоподавления при съёмке на высоких ISO и обновлённая система стабилизации изображения. Позволяет получать снимки с низким уровнем шума при съёмке с эквивалентной светочувствительностью ISO 6400. При этом общий диапазон возможных ISO составляет 100-16000 с расширением до 25600 единиц. Количество шумов при ISO 1600 соответствуют ISO 400 для DIGIC 5.

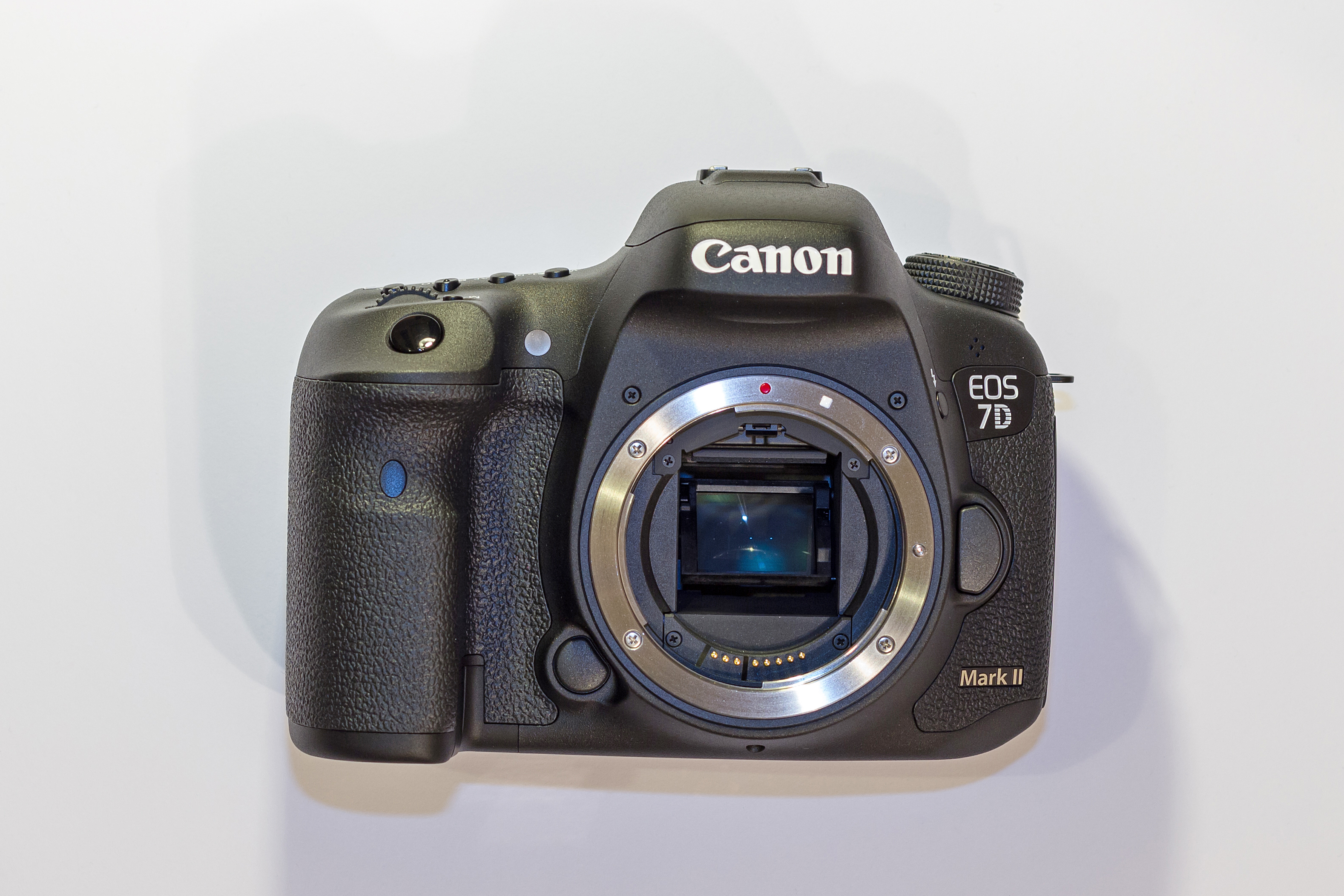
Камера Canon EOS 7D Mark II с двумя процессорами DIGIC 6

В Canon EOS 7D Mark II используются два процессора DIGIC 6, что позволило увеличить скорость съёмки до 10 кадров в секунду в режиме RAW+JPEG. При использовании CF-карт стандарта UDMA 7 серия JPEG максимального качества может составлять до 1090 кадров, а серия RAW — до 31 кадра.

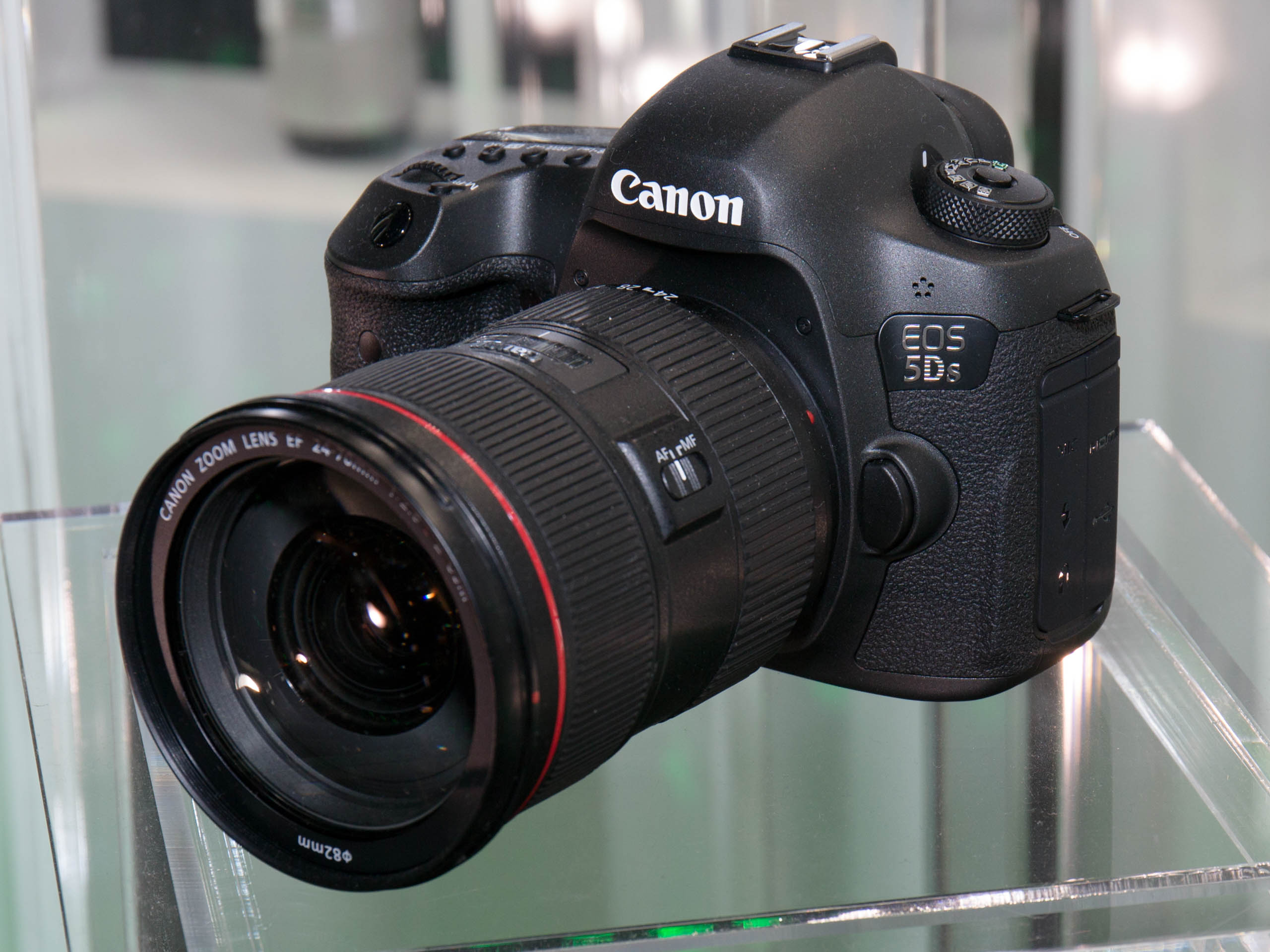
Камера Canon EOS 5DS с двумя процессорами DIGIC 6

В Canon EOS 5DS и Canon EOS 5DS R также используются два процессора DIGIC 6, что позволяет вести съёмку с разрешением 50,6 Мп со скоростью 5 кадров в секунду.
DIGIC 6 используется в моделях:
- Canon PowerShot SX270 HS (анонс 2013, апрель)
- Canon PowerShot SX280 HS (анонс 2013, апрель)
- Canon PowerShot SX540 HS (анонс 2016, 5 января)
- Canon PowerShot SX700 HS IS[29]
- Canon PowerShot SX710 HS
- Canon PowerShot SX720 HS (анонс 2016, 17 февраля)
- Canon PowerShot SX60 HS
- Canon PowerShot G16 (анонс 2013, 22 августа)
- Canon PowerShot G9 X (анонс 2015, 13 октября)
- Canon PowerShot G1 X Mark II (анонс 2014, февраль)
- Canon PowerShot S120 (анонс 2013, 22 августа)
- Canon PowerShot N100
- Canon EOS M3 (анонс 2015, 6 февраля)
- Canon EOS 750D (анонс 2015, 6 февраля)
- Canon EOS 760D (анонс 2015, 6 февраля)
- Canon EOS 80D (анонс 2016, 18 февраля)
- Canon EOS 7D Mark II (анонс 2014, 15 сентября) оснащён двумя процессорами DIGIC 6
- Canon EOS 5DS (анонс 2015, 6 февраля) оснащён двумя процессорами DIGIC 6
- Canon EOS 5DS R (анонс 2015, 6 февраля) оснащён двумя процессорами DIGIC 6

В Canon EOS-1D X Mark II кроме двух основных DIGIC 6+ используется дополнительный процессор DIGIC 6 для обслуживания датчика замера экспозиции типа RGB+IR. В Canon EOS 5D Mark IV кроме одного основного DIGIC 6+ также используется дополнительный процессор DIGIC 6 для тех же задач.

#### DIGIC 6+

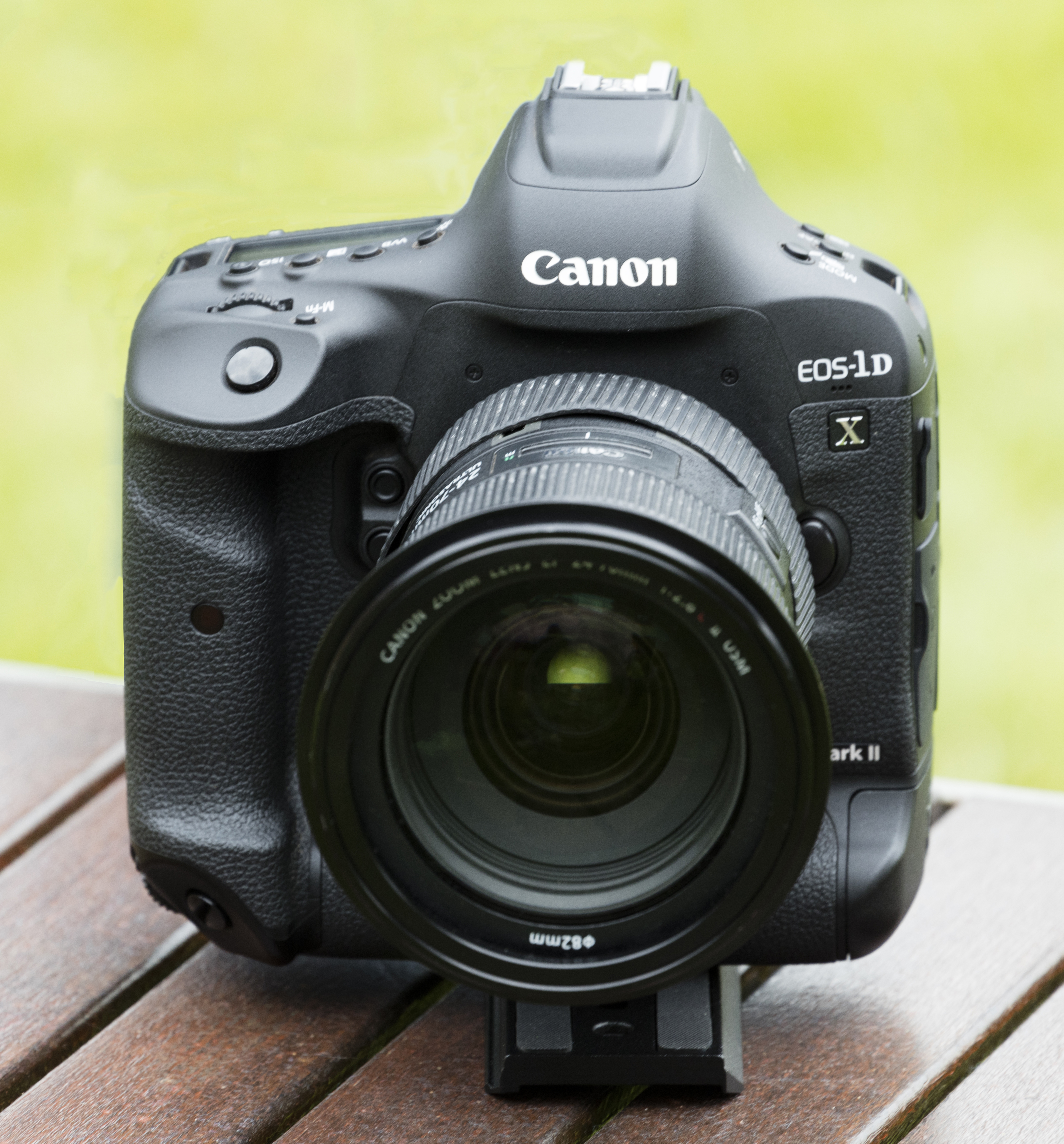
Камера Canon EOS-1D X Mark II с процессором DIGIC 6+

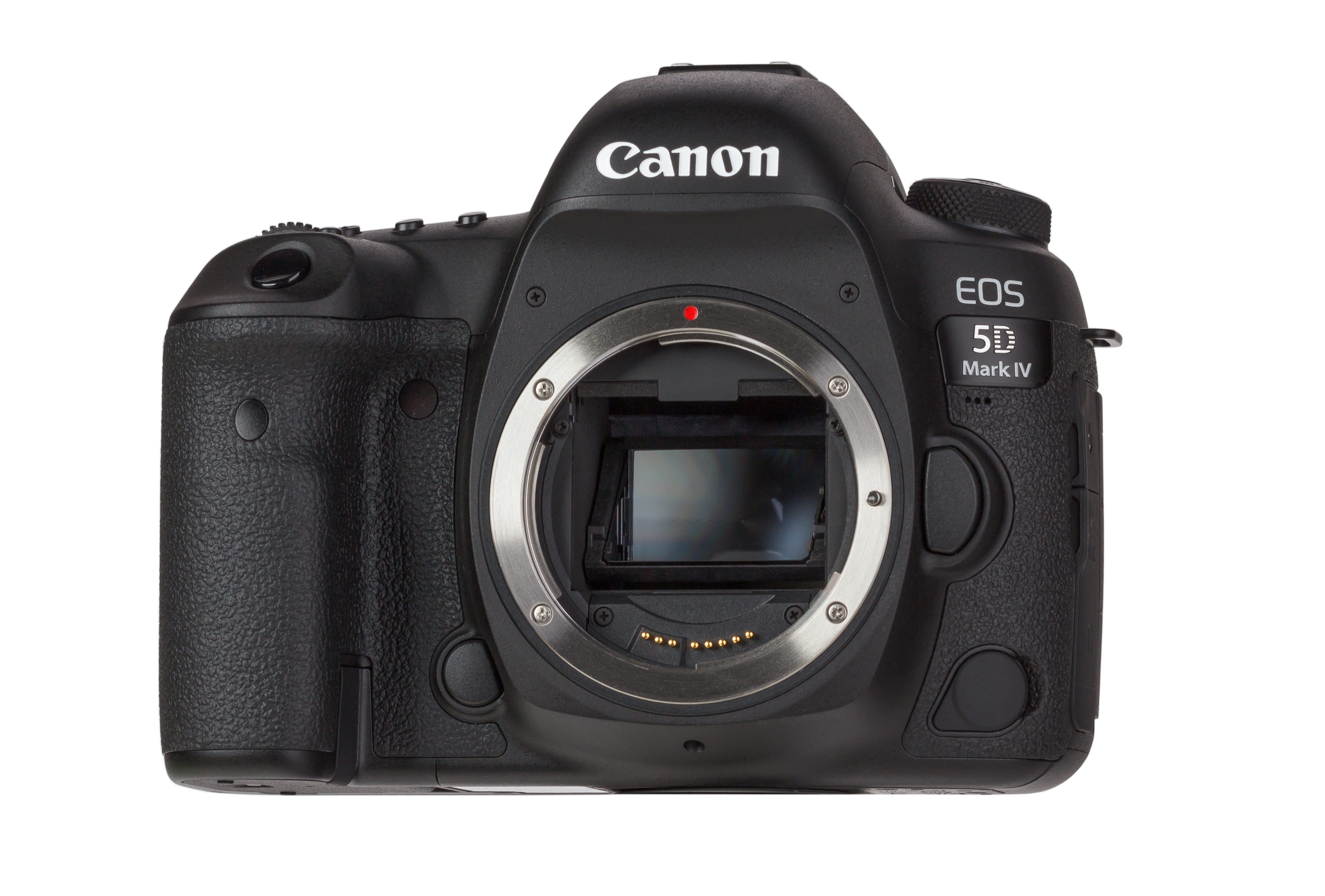
Камера Canon EOS 5D Mark IV с процессором DIGIC 6+ и вспомогательным DIGIC 6

DIGIC 6+ анонсирован 1 февраля 2016 года вместе с камерой Canon EOS-1D X Mark II, в которой используется сразу два процессора DIGIC 6+. Они в сочетании с новой матрицей, новым аккумулятором LP-E19 и поддержкой карт CFast позволили довести светочувствительность системы до значения ISO 409600, вдвое превосходящего этот же параметр у своего предшественника Canon EOS-1D X.
Частоту серийной съёмки с подвижным зеркалом до 14 кадров в секунду, превзойдя главного конкурента Nikon D5 и предыдущую модель Canon EOS-1D X, снимающие до 12 кадров в секунду. При этом поддерживается работа следящего автофокуса и автоматическое управление экспозицией. На 2016 год это рекорд для зеркальных камер, до этого достигавшийся только в фотоаппаратах с неподвижным полупрозрачным зеркалом.
С зафиксированным зеркалом серийная съёмка возможна с частотой до 16 кадров в секунду с серией из 170 RAW кадров и бесконечной JPEG-серией.
Доступна также съёмка 4К-видео с частотой 60 кадров в секунду.
DIGIC 6+ используется в моделях:
- Canon EOS-1D X Mark II (анонс 2016, 1 февраля) оснащён двумя процессорами DIGIC 6+
- Canon EOS 5D Mark IV (анонс 2016, 25 августа) оснащён процессором DIGIC 6+ и одним выделенным процессором DIGIC 6, используемым для обслуживания датчика замера экспозиции и распознавания объектов

### DIGIC 7

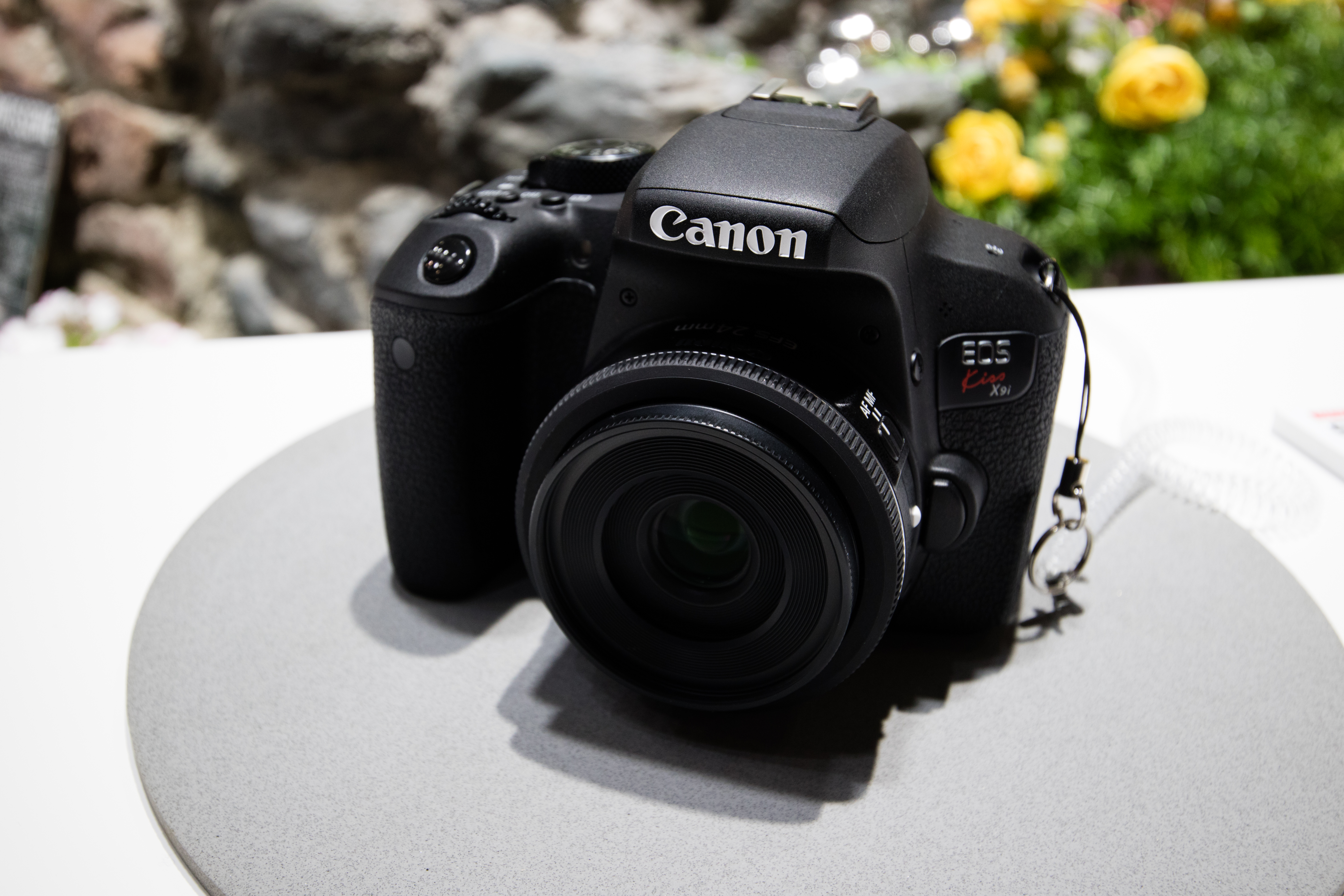
Камера Canon EOS 800D с процессором DIGIC 7

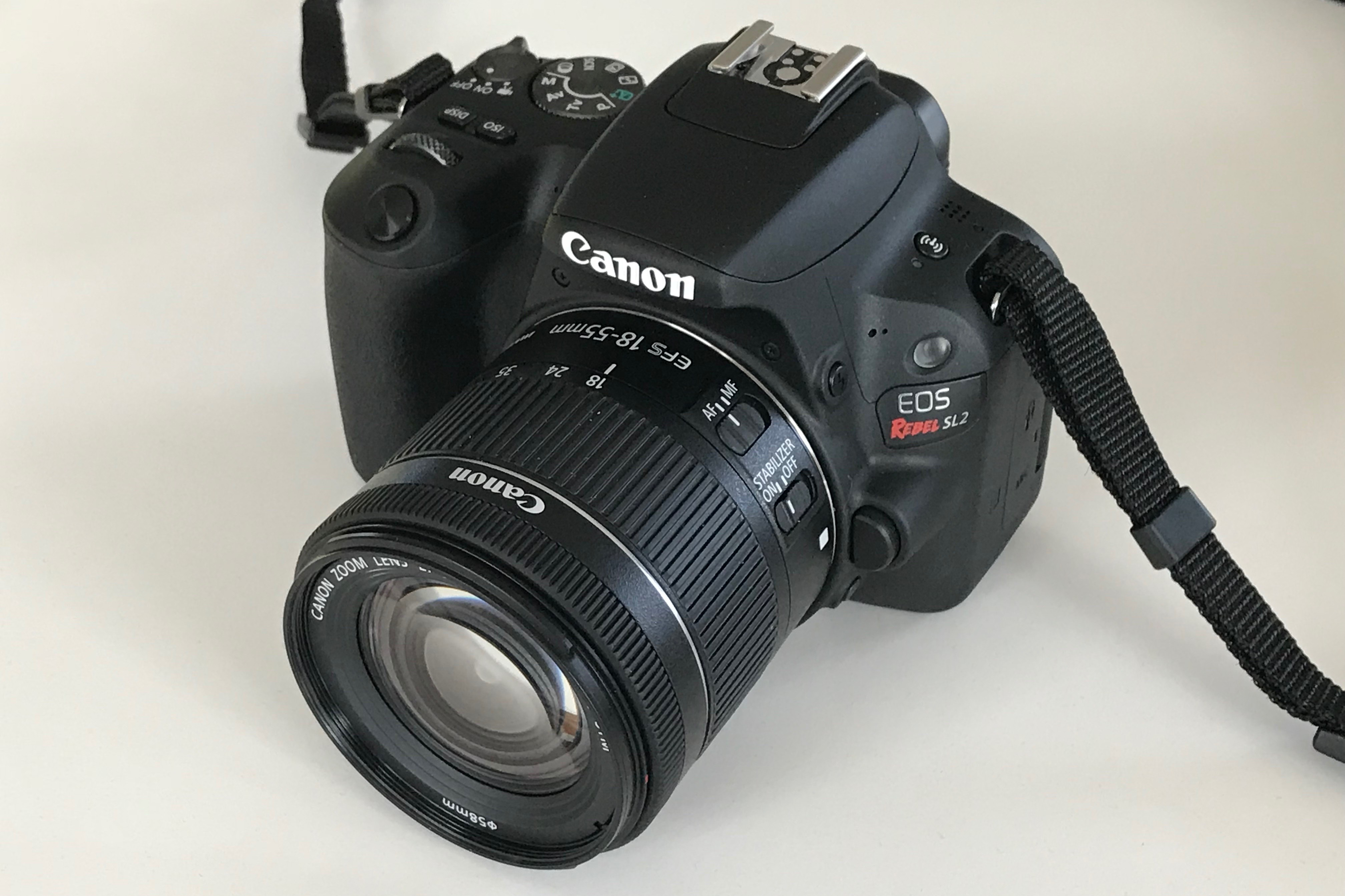
Камера Canon EOS 200D с процессором DIGIC 7

DIGIC 7 анонсирован 18 февраля 2016 года вместе с камерой Canon PowerShot G7 X Mark II. Улучшено качество снимков, сделанных в условиях недостаточного освещения, в том числе за счёт шумоподавления. Снимки, сделанные при настройках светочувствительности ISO 1600 единиц, имеют разрешение и качество передачи тонов, доступное в предыдущих моделях при чувствительности 800.
Снимки, сделанные в контровом свете, выглядят более естественно. Улучшена система слежения при автофокусировке, благодаря чему фокус на движущемся объекте устанавливается более точно. Целевой объект может корректно отслеживаться, даже если на время перекрывается другим объектом. Улучшена скорость и точность фокусировки в малоконтрастных и однотонных сценах. Новая система оптической стабилизации изображения Dual Sensing IS, которая использует информацию с гиро-датчиков и одновременно с матрицы, позволяет достичь эффекта стабилизации эквивалентного 4 стопам, что значительно улучшает качество снимков, сделанных при недостаточном освещении или снятых с рук. Поддерживается серийная съёмка в RAW со скоростью до 8 кадров в секунду.
Добавлены режимы панорамирования (Panning), интервальной съёмки (Time-lapse movie) и клипа (Short Clip — Movie),
для съёмки которых ранее от пользователя требовались специфические знания. Имеется встроенная поддержка Wi-Fi и NFC.
DIGIC 7 используется в моделях:
- Canon PowerShot G7 X Mark II (анонс 2016, 18 февраля)
- Canon PowerShot G9 X Mark II[36]
- Canon EOS M100 (анонс 2017, 29 августа)
- Canon EOS M5 (анонс 2016, 15 сентября)
- Canon EOS M6 (анонс 2017, 14 февраля)
- Canon EOS 200D (анонс 2017, 28 июня)
- Canon EOS 800D (анонс 2017, 14 февраля)
- Canon EOS 77D (анонс 2017, 14 февраля)
- Canon EOS 6D Mark ll (анонс 2017, 29 июня)

### DIGIC 8
DIGIC 8 анонсирован 25 февраля 2018 года вместе с камерой Canon EOS M50. Поддерживается съёмка видео в 4K одним процессором. Улучшена система автофокуса Dual Pixel AF. Поддерживается новый формат сжатия С-RAW (CR3), который уменьшает размер файлов на 40 % по сравнению с оригинальным RAW.
- Canon EOS M50 (анонс 2018, 25 февраля)
- Canon EOS R (анонс 2018, 5 сентября)
- Canon EOS 90D
- Canon EOS 850D
- Canon EOS 250D
- Canon EOS RP

### DIGIC X
DIGIC X был представлен вместе с 1D X Mark III в феврале 2020. Он может обрабатывать видео 4K со скоростью до 120 кадров в секунду (видео 8k со скоростью до 30 кадров в секунду на EOS R5). Новые улучшения производительности и качества изображения включают:
- Улучшенная обработка шумоподавления.
- Обработка изображений на основе резкости.
- Выделенные разделы («блоки») процессора под задачи Dual Pixel CMOS AF и для обнаружения объекта съемки (включая новую автофокусировку с обнаружением головы и возможности отслеживания автофокусировки как для видоискателя, так и для съемки в режиме Live View).
- Производительность обработки изображений примерно в 3,1 раза выше, чем у двух DIGIC 6+ процессоров.
- Скорость непрерывной обработки примерно в 380 раз выше, чем у двух DIGIC 6+ процессоров.
- Значительное снижение энергопотребления по сравнению с предыдущими двойными DIGIC 6+ процессорами.

Камеры, использующие этот процессор:
- Canon EOS-1D X Mark III представленная в феврале 2020.
- Canon EOS R5 и Canon EOS R6, представленные в июле 2020.
- Canon EOS R7
- Canon EOS R8
- Canon EOS R10
- Canon EOS R6 Mark II

## Семейство интегральных схем DIGIC DV

### DIGIC DV
DIGIC DV — разновидность процессора DIGIC, используемая в камкордерах с ПЗС-матрицей и в DVD-камерах Canon, таких как Canon DC20 и Canon DC40 для обработки видео.
DIGIC DV используется в моделях:
- Canon DC20
- Canon DC40

### DIGIC DV II
DIGIC DV II анонсирован 14 сентября 2005 года в HDV-камере Canon XL H1. Стал дальнейшим развитием серии, основными отличиями являются гибридная система шумоподавления и новая гамма-система, передающие цвета более естественно. Использовался во всех HD-камкордерах и во всех DVD-камерах, таких как Canon FS100 и Canon FS11, за исключением Canon DC20 и Canon DC40.
DIGIC DV II обеспечивает функцию HDV-видеосъёмки в разрешении 1440×1080 пикселей, а также функцию фотосъёмки. Высокоскоростная обработка данных стандарта HD1080i требует от процессора в 4 раза большей производительности по сравнению со стандартом SD. Так как требования к цвету в цифровой фотографии отличаются от видеосъёмки, сигналы обрабатываются и оптимизируются для вывода отдельно.
DIGIC DV II используется в моделях:
- Canon FS100
- Canon FS11
- Canon HR10

### DIGIC DV III

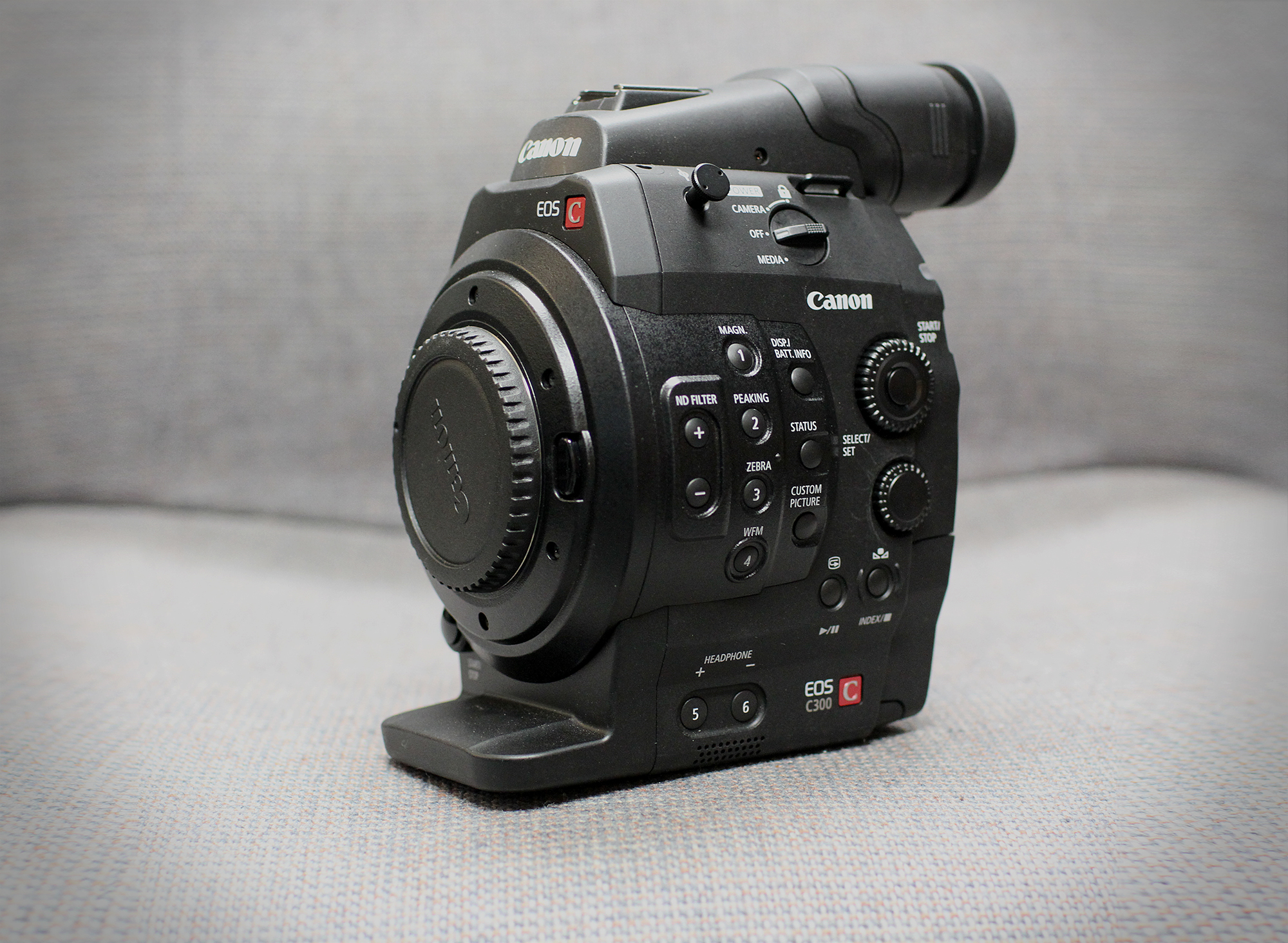
Canon EOS C300 с процессором DIGIC DV III

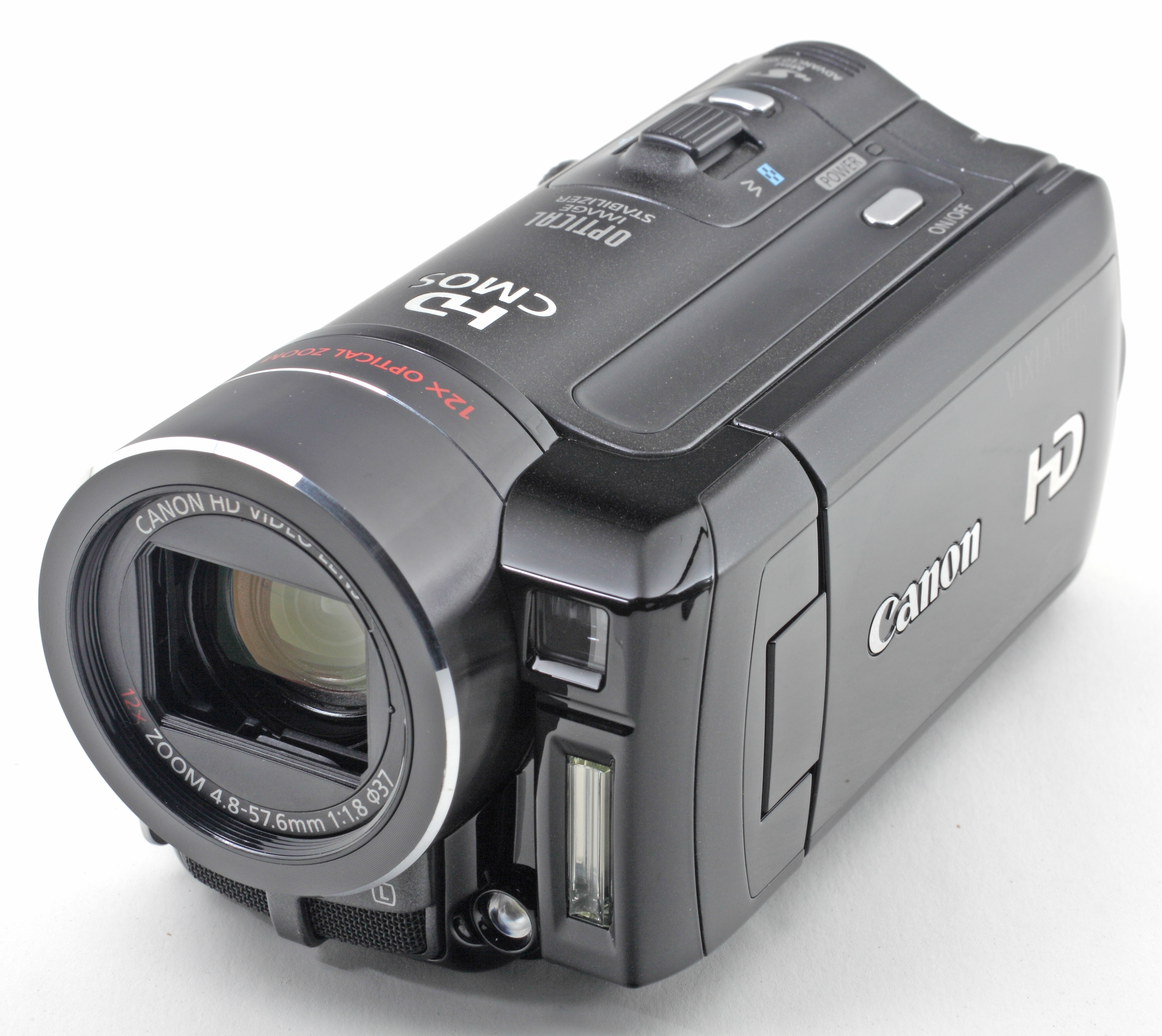
Canon VIXIA HF10 с процессором DIGIC DV III

DIGIC DV III анонсирован в 2009 году, используется в HD-камерах серии Legria (PAL) и Vixia (NTSC). В новой кинолинейке Canon Cinema EOS процессор Digic DV III стал использоваться, начиная с первой анонсированной камеры Canon EOS C300 в конце 2011 года.
DIGIC DV III поддерживает съёмку в Full HD, расширенное цветовое пространство xvYCC Colour Space (x.v.Color), а его коэффициент увеличения динамического диапазона на 25 % превышает аналогичный показатель у процессора DIGIC DV II, при этом улучшены цветопередача и широта гаммы тонов, а также шумоподавление в однотонных участках и зонах с недостаточной освещённостью. Как и процессор DIGIC 4, имеет усовершенствованную технологию распознавания лиц, которая одновременно определяет до 35 объектов. Для наилучшего результата при обработке фото и видео используются различные алгоритмы. Режим Smart Auto оптимизирован для видеокамер, по сравнению с аналогичным режимом в цифровых компактных камерах Canon. Интеллектуальная технология распознавания сцен определяет тип кадра на основании количества лиц в кадре, расстояния до основного объекта, яркости, цветности и движения, а также условий заднего освещения и оттенков неба.
Процессор имеет однокристальную архитектуру, которая выполняет и управление камерой, что ранее производилось отдельной микросхемой.
DIGIC DV III используется в моделях:
- Canon HFS100
- Canon VIXIA HF10
- Canon Legria HF200
- Canon HF S10
- Canon HF S11
- Canon HF S20
- Canon XA10
- Canon EOS C100 (анонс 2012, 29 августа)
- Canon EOS C300 (анонс 2011, 3 ноября)
- Canon EOS C500 (анонс 2012, 29 августа)

### DIGIC DV 4
DIGIC DV 4 анонсирован в 2013 году в камерах серии Vixia/Legria G, R и Mini, а затем в профессиональных моделях Canon XA20 и Canon XA25. Среди заявленных возможностей значится одновременная запись потоков в MP4 и AVCHD, для создания менее качественной копии, которую пользователь может отправить по интернету. Добавлена также функция динамической стабилизации изображения Dynamic IS, которая корректирует изображение не только вверх-вниз и влево-вправо, но и по трём осям вращения. В Canon EOS C100 Mark II доступна видеосъёмка с разрешением Full HD 60p.
DIGIC DV 4 используется в моделях:
- Canon LEGRIA HF R406
- Canon LEGRIA HF R46
- Canon LEGRIA HF R48
- Canon LEGRIA HF G30
- Canon XF200
- Canon XF205
- Canon XA20
- Canon XA25
- Canon XA30
- Canon XA35
- Canon EOS C100 Mark II

### DIGIC DV 5
DIGIC DV 5 анонсирован 8 апреля 2015 года, перед самым началом NAB Show. В этот же день состоялся анонс камеры Canon XC10 с одним процессором DIGIC DV 5 и Canon EOS C300 Mark II с двумя процессорами DIGIC DV 5. Обе камеры могут записывать видео в 4k с частотой 24, 25 и 30 кадров в секунду в кодеке XF-AVC H.264 4:2:2.
1 сентября 2016 года анонсированы две новые камеры Canon XC15 и топовая Canon EOS C700, основанные на процессорах DIGIC DV 5.
DIGIC DV 5 используется в моделях:
- Canon XC10 (анонс 2015, 8 апреля)
- Canon XC15 (анонс 2016, 1 сентября)
- Canon EOS C300 Mark II (анонс 2015, 8 апреля) оснащён двумя процессорами DIGIC DV 5
- Canon EOS C700 (анонс 2016, 1 сентября) оснащён тремя процессорами DIGIC DV 5

### DIGIC DV 6
DIGIC DV 6 анонсирован 31 мая 2017 года вместе с анонсом камеры Canon EOS C200.
DIGIC DV 6 используется в моделях:
- Canon XC20 (анонс 2018)
- Canon EOS C200 (анонс 2017, 31 мая) оснащён двумя процессорами DIGIC DV 6

## Альтернативные прошивки

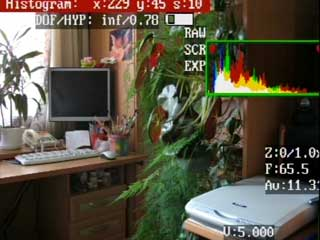
Прошивка «Canon Hack Development Kit» (CHDK)

Резидентные программы, работающие с процессорами DIGIC, создаются сообществами энтузиастов для компактных и зеркальных цифровых фотоаппаратов Canon с целью увеличения их функциональности и добавления недокументированных возможностей. Резидентная программа по сложившимся традициям часто называется альтернативной прошивкой.
Платформа DIGIC имеет совместимость с x86 архитектурой (эмулятор микропроцессора NEC V30), работающий под Datalight ROM-DOS. И только камера Canon PowerShot S1 IS работает на базе сразу двух процессоров: DIGIC и Motorola 68HC12 под управлением операционной системы реального времени VxWorks.
Платформы DIGIC II и DIGIC III являются интегральными схемами, базирующимися на 32-битном процессоре архитектуры ARM. Примерно до 2007 года в камерах Canon использовалась Операционная система реального времени VxWorks, однако затем была внедрена операционная система собственной разработки DRYOS.

### Прошивка «Равиля и Васи»
Бесплатно распространяемая резидентная программа для Canon EOS 300D от программистов под псевдонимами Равиль и Вася расширяет функциональные возможности камеры.
Благодаря тому, что в камере Canon EOS 300D, как и в более старшей модели Canon EOS 10D, используется процессор DIGIC первого поколения, создателям прошивки путём изменения двух байт, удалось открыть меню функций пользователя (англ. Custom Functions). Из-за физического отсутствия части подпрограмм полностью все функции, реализованные в EOS 10D, не удалось активировать в EOS 300D.
Доступные функции:
- Ввод экспокоррекции вспышки (FEC) по кнопке JAMP
- Присваивание функций кнопке SET
- Запрет спуска затвора при отсутствии CF-карты
- Установка выдержки синхронизации вспышки в режиме AV
- Изменение размера встроенного в RAW JPEG-файла
- Выбор режима автофокуса OneShot или AFfocusAI
- Предварительный подъём зеркала с регулируемой паузой
- Расширение чувствительности до ISO 3200[47]

Поддерживаемые камеры:
- Canon EOS 300D

### 400plus
Бесплатно распространяемая резидентная программа для Canon EOS 400D, расширяющая функциональные возможности камеры.
Поддерживаемые камеры:
- Canon EOS 400D

### CHDK

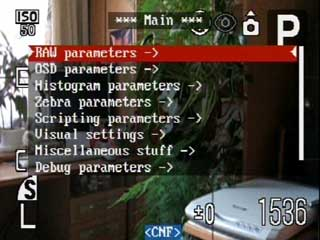
Главное меню прошивки CHDK

Canon Hacker’s Development Kit — бесплатно распространяемая резидентная программа для компактных и зеркальных цифровых фотоаппаратов фирмы Canon, базирующихся на процессорах DIGIC, была начата как проект московского программиста Андрея Грачёва. Значительным преимуществом является отсутствие необходимости замены официальной прошивки.
Позволяет получить дополнительное управление для многих компактных фотокамер Canon. Благодаря скриптам, написанным на en:UBASIC или Lua созданы в том числе игры.
Доступные функции:
- съёмка в RAW
- удалённая съёмка по USB-кабелю
- синхронизация нескольких камер при съёмке
- спуск затвора по движению в кадре
- ручные настройки выдержки, диафрагмы, чувствительности[51]

Для установки CHDK на PowerShot-камеру требуется скопировать подходящий двоичный файл с прошивкой на SD-карту, которая затем переключается в режим «только для чтения» (lock). В этом случае камера при включении начнёт автозагрузку обновления, которое будет загружено в оперативную память. CHDK маскирует флаг «только для чтения», так что запись файлов остаётся возможной. Если флаг на SD-карте стоит в положении «запись/чтение» или SD-карта извлечена, то загружается оригинальная прошивка Canon.
Для получения дополнительных возможностей требовалось первоначально скопировать оригинальную прошивку с камеры на компьютер, что иногда создавало дополнительные трудности для пользователя.
Для снятия дампов прошивки, в которых хранится информация о получении адреса различных мест прошивки (кадрового буфера, подпрограммы опроса клавиатуры и т. д.) применялись следующие способы:
- модифицированная программа перепрошивки, которая вместо установки новой прошивки записывала имеющуюся на карту памяти. К сожалению, инициализация карты памяти — сложная операция, поэтому дампер удалось написать не под все фотоаппараты;
- «намигивание» прошивки с помощью светодиода подсветки автофокуса. Доступ к этому светодиоду проще, и таким образом удалось взломать, например, Canon PowerShot S5 IS.[54]

Поддерживаемые камеры:
- Canon PowerShot A495, Firmware: 1.00D, 1.00E, 1.00F
- Canon PowerShot A450, Firmware: 1.00D
- Canon PowerShot A460, Firmware: 1.00D
- Canon PowerShot A470, Firmware: 1.01B/1.02C
- Canon PowerShot A530, Firmware: 1.00A
- Canon PowerShot A550, Firmware: 1.00C
- Canon PowerShot A560, Firmware: 1.00A
- Canon PowerShot A570, Firmware: 1.00E,1.01A
- Canon PowerShot A590, Firmware: 1.00E,1.01B
- Canon PowerShot A610, Firmware: 1.00D (версия CHDK для 1.00E), 1.00E, 1.00F
- Canon PowerShot A620, Firmware: 1.00F (1.00E не поддерживается. Необходимо произвести обновление оригинальной прошивки до версии 1.00F)
- Canon PowerShot A630, Firmware: 1.00C
- Canon PowerShot A640, Firmware: 1.00B
- Canon PowerShot A650 IS, Fw: 1.00D
- Canon PowerShot A700, Firmware: 1.00B
- Canon PowerShot A710 IS, Firmware: 1.00A
- Canon PowerShot A720 IS, Firmware: 1.00C
- Canon PowerShot A800, Firmware: (beta) 1.00C
- Canon PowerShot S2 IS, Firmware: 1.00E, 1.00F, 1.00G, 1.00I (версия CHDK для 1.00G)
- Canon PowerShot S3 IS, Firmware: 1.00A
- Canon PowerShot S5 IS, Firmware: 1.01A, 1.01B
- Canon PowerShot G7, Firmware: 1.00G, 1.00I, 1.00J
- Canon PowerShot G9, Firmware: 1.00D, 1.00F, 1.00G
- Canon PowerShot S2, Firmware: 1.00E, 1.00F, 1.00G, 1.00I
- Canon PowerShot S3 IS, Firmware: 1.00A
- Canon PowerShot S5 IS, Firmware: 1.01A, 1.01B
- Canon PowerShot TX1, Firmware: 1.00G, 1.01B
- Canon Digital IXUS 40 (SD 300), Firmware: 1.00J, 1.00K
- Canon Digital IXUS 50 (SD 400), Firmware: 1.01A, 1.01В
- Canon Digital IXUS 55 (SD 450), Firmware: 1.00B, 1.00C, 1.00D
- Canon Digital IXUS 60 (SD 600), Firmware: 1.00A, 1.00D
- Canon Digital IXUS 65 (SD 630), Firmware: 1.00A
- Canon Digital IXUS 70 (SD 1000), Firmware: 1.00C, 1.01A, 1.01B, 1.02A
- Canon Digital IXUS 700 (SD 500), Firmware: 1.01A, 1.01В
- Canon Digital IXUS 75 (SD 750), Firmware: 1.00B, 1.01A, 1.01B, 1.02A
- Canon Digital IXUS 750 (SD 550), Firmware: 1.00F, 1.00G
- Canon Digital IXUS 80 (SD 1100), Firmware: 1.00C, 1.01A, 1.01B
- Canon Digital IXUS 800 (SD 700), Firmware: 1.00B, 1.01A, 1.01B
- Canon Digital IXUS 850 (SD 800), Firmware: 1.00D, 1.00E
- Canon Digital IXUS 860 (SD 870), Firmware: 1.00C
- Canon Digital IXUS 950 (SD 550), Firmware: 1.00C
- Canon Digital IXUS 960 (SD 950), Firmware: 1.00D
- Canon Digital SX 100 IS , Firmware: 1.01В, 1.01C
- Canon Digital SX 110 IS , Firmware: 1.00В
- Canon Digital SX 120 IS , Firmware: 1.00В
- Canon Powershot SX 150 IS, Firmware: 1.00A (beta)
- Canon Powershot SX 160 IS, Firmware: 1.00A (beta)

Полный список поддерживаемых камер смотрите на сайтах CHDK.

### Magic Lantern

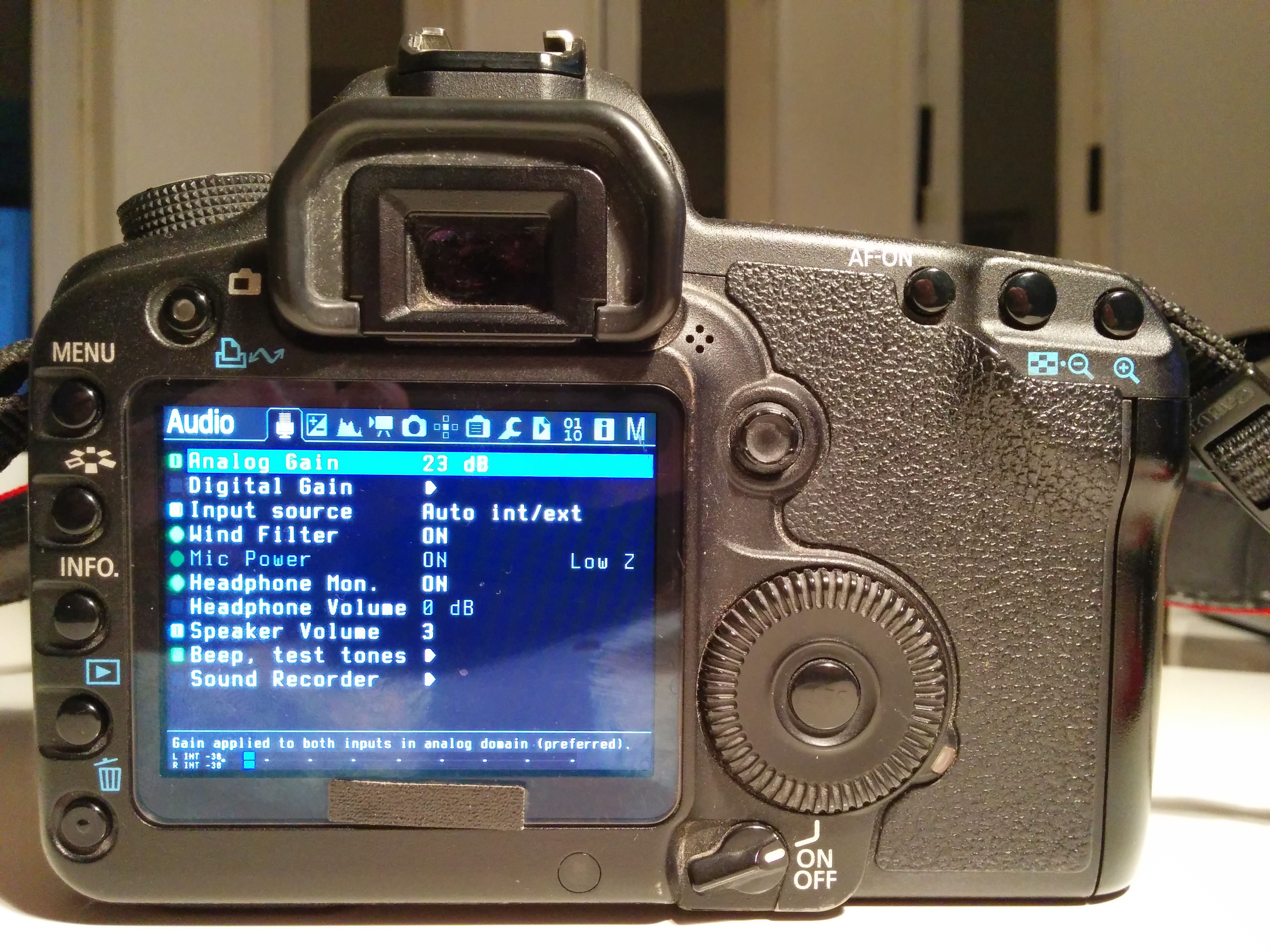
Раздел меню Audio прошивки Magic Lantern на камере Canon EOS 5D Mark II

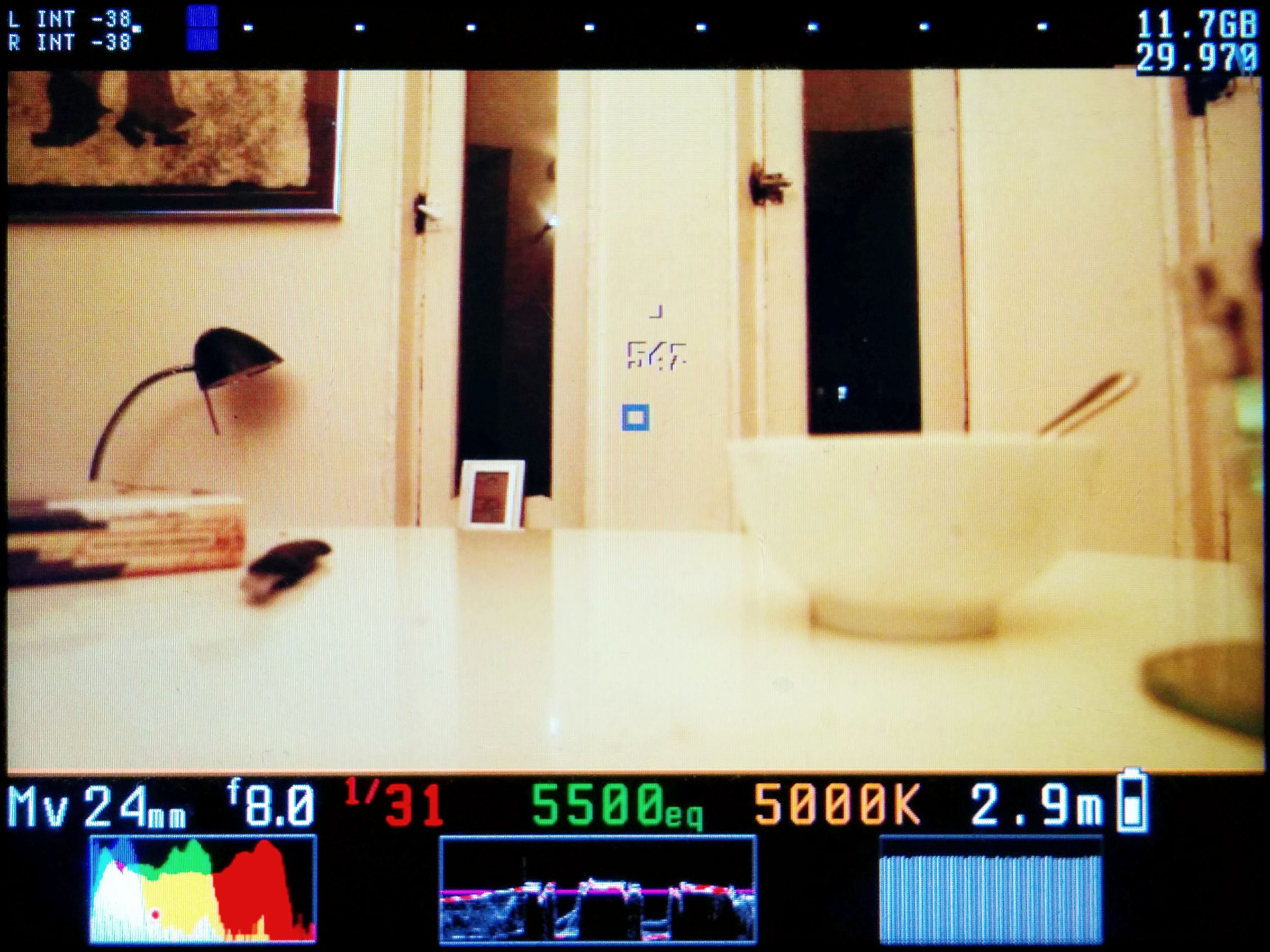
Magic Lantern в режиме LiveView на камере Canon EOS 5D Mark II

Magic Lantern — резидентная программа, распространяемая под универсальной общественной лицензией GNU и часто называемая альтернативной прошивкой, для зеркальных цифровых фотоаппаратов фирмы Canon, базирующихся на процессорах DIGIC, позволяющая значительно увеличить их функциональность и добавляющая недокументированные возможности. Изначально создана Трэммеллом Хадсоном (англ. Trammell Hudson) для расширения возможностей видеосъёмки Canon EOS 5D Mark II в 2009 году. А затем в июле 2010 года выпущена версия для Canon EOS 550D (1.0.8). В сентябре 2010 года от участника форума под ником A1ex и других пользователей появились версии для Canon EOS 500D, Canon EOS 550D (1.0.9), Canon EOS 600D (1.0.1), Canon EOS 50D, Canon EOS 60D, Canon EOS 7D.
При использовании Magic Lantern сохраняется полностью базовая функциональность, способ управления и внешний вид меню настроек цифрового фотоаппарата. Дополнительные функции, добавляемые к основным, настраиваются с помощью альтернативного меню. До сих пор Canon не делала официальных заявлений относительно альтернативной прошивки, а также условий гарантии в случае её использования. Постепенно Canon добавляет в официальные версии прошивок новых моделей камер функции, доступные ранее только в Magic Lantern. Например, выбор степени сжатия видео, интервальную съёмку, ручную регулировку уровня входного аудиосигнала. Таким образом делая новинки привлекательными для массового пользователя и способствуя их продажам.
Доступные функции:
- Видео: Контроль битрейта, дополнительный алгоритм автофокуса, логирование видеоклипов (аналог EXIF), автоматический рестарт записи при переполнении буфера или достижении предела в 4ГБ, отображение оставшегося времени записи, режим чистого экрана LiveView, HDR-видео
- Съёмка 14-бит RAW-видео
- Аудио: контроль чувствительности, цифровые фильтры (Hi, Lo-pass), индикаторы входного сигнала, ручные установки чувствительности входа, мониторинг аудио через USB
- Таймлапс: интервальная съёмка в режиме фото и видео, беззвучные (беззатворные) кадры с поднятым зеркалом, совмещение с брекетингом, запись на частоте от 0,2 кадра в секунду
- Захват фокуса, следование за фокусом, брекетинг фокуса, распознавание лиц
- Улучшены инструменты управления ISO, выдержкой, балансом белого
- Экспозиция: зебра, гистограммы Luma, RGB, споттаймеры
- Кроп: сетки и рамки для кадрирования, в том числе загружаемые пользователем
- Работа со вспышкой: компенсация экспозиции в широком диапазоне, брекетинг вспышки (чётный кадр с вспышкой, нечётный — без вспышки)
- Сведения о фокусе, ГРИП, температуре сенсора, счётчик спусков затвора, часы
- Астрофотография: съёмка с выдержкой до 8 часов
- Настраиваемое меню[60]

Разрабатываемые функции:
- Вывод несжатого видео по чистому HDMI
- Превью в анаморфированном формате
- Пользовательские логарифмические кривые, аналог Canon Log Gamma[61]

Поддерживаемые камеры:
- Canon EOS M (DIGIC 5, прошивка вер. 2.0.2)
- Canon EOS 1100D (DIGIC 4, прошивка вер. 1.0.5)
- Canon EOS 500D (DIGIC 4, прошивка вер. 1.1.1)
- Canon EOS 550D (DIGIC 4, прошивка вер. 1.0.9)
- Canon EOS 600D (DIGIC 4, прошивка вер. 1.0.2)
- Canon EOS 650D (DIGIC 5, прошивка вер. 1.0.4)
- Canon EOS 700D (DIGIC 5, прошивка вер. 1.1.4)
- Canon EOS 50D (DIGIC 4, прошивка вер. 1.0.9)
- Canon EOS 60D (DIGIC 4, прошивка вер. 1.1.1)
- Canon EOS 7D (DIGIC 4, прошивка вер. 2.0.3)
- Canon EOS 6D (DIGIC 5+, прошивка вер. 1.1.6)
- Canon EOS 5D Mark II (DIGIC 4, прошивка вер. 2.1.2)
- Canon EOS 5D Mark III (DIGIC 5+, прошивка вер. 1.1.3 и 1.2.3)

Планируется поддержка в будущем:
- Canon EOS 100D (DIGIC 5)
- Canon EOS 70D (DIGIC 5+)

На 2016 год не существует Magic Lantern для камер, базирующихся на процессорах DIGIC 6, 6+ и 7. Разработка альтернативной прошивки для серии EOS 1D не планируется из-за относительной непопулярности линейки и её профессиональной направленности (а также из-за возможных проблем с законом).